# Amsterdam
Amsterdam is de hoofdstad van Nederland. De stad ligt aan het IJ, het Noordzeekanaal en de monding van de Amstel in de gelijknamige gemeente Amsterdam in de provincie Noord-Holland. Amsterdam is in Nederland de stad met de meeste inwoners (918.117 op 1 januari 2023). De Metropoolregio Amsterdam telt 2,5 miljoen inwoners. Amsterdam is de op een na grootste stad van Nederland qua oppervlakte met een omvang van 219,3 km² na Rotterdam.
Amsterdam dankt zijn naam aan de ligging bij een in de 13e eeuw aangelegde dam in de Amstel. De stad wordt in het Amsterdams ook Mokum genoemd, een bijnaam afkomstig uit het Jiddisch. Amsterdam staat daarnaast al sinds enkele eeuwen bekend als het 'Venetië van het Noorden', een vergelijking die te danken is aan de vele grachten en historische panden die het straatbeeld bepalen van het oude centrum.
De plaats kreeg kort na 1300 stadsrechten, werd in 1345 door het Mirakel van Amsterdam een pelgrimsoord en groeide in de Gouden Eeuw uit tot een van de belangrijkste haven- en handelssteden ter wereld. Een toestroom van buitenlanders uit vooral de Zuidelijke Nederlanden, Duitsland en de Scandinavische landen leidde vanaf het eind van de 16e eeuw tot stadsuitbreidingen, waaronder de laatste grachten van de fortificatie die bekendstaat als de grachtengordel en in 2010 is toegevoegd aan de Werelderfgoedlijst.
Belangrijke bezienswaardigheden in Amsterdam zijn het Rijksmuseum – bekend om de rijke collectie aan werken uit de Gouden Eeuw – het modernere Stedelijk Museum, het Van Gogh Museum en Het Scheepvaartmuseum, en het Anne Frank Huis. Cultureel beroemd zijn daarnaast het Concertgebouw, Muziekgebouw aan 't IJ en EYE Filmmuseum, evenals dierentuin Artis. Ook de Wallen, de coffeeshops en de Johan Cruijff ArenA zijn typisch Amsterdamse trekpleisters. Jaarlijks trekken deze attracties miljoenen toeristen en bezoekers naar de stad. Amsterdam telt twee universiteiten en meerdere hogescholen.

## Geschiedenis
De bewoningsgeschiedenis van Amsterdam begint ruim 4.600 jaar geleden aan het eind van de Nieuwe Steentijd. Opgravingen uit de periode 2005-2009 onder Damrak en Rokin brachten gebruiksvoorwerpen en botten van gebruiksdieren uit die periode aan het licht.
Omstreeks het jaar 1000 werd het moerassige gebied, toen Aemestelle genoemd, vanuit de Utrechtse regio ontgonnen. Vanaf verschillende bestaande veenstromen werden aan weerszijden afwateringssloten gegraven en ontstond een boerengemeenschap van landontginners, zoals ook elders in het veengebied tussen het Gooi en de Hollandse duinen. Toen het veen als gevolg van ontwatering begon in te klinken, moesten dijken worden aangelegd om het inmiddels lager gelegen land tegen het water te beschermen.
Na het ontstaan van de Zuiderzee na een reeks stormvloeden in de 11e en 12e eeuw ontstond de brede zeearm het IJ, waarin de Amstel uitmondde. Dit was een gunstige conditie voor het ontstaan en de groei van de latere stad Amsterdam. Door het opdringen van het zeewater kwamen er ook steeds meer overstromingen. In de 13e eeuw leidde dit tot aanleg van dijken langs de Zuiderzee en het IJ zoals de Spaarndammerdijk en Diemerzeedijk. Nabij de monding van de Amstel werd waarschijnlijk tussen 1250 en 1275 een dam met sluizen aangelegd waar Amsterdam zijn naam aan ontleent. Het deel van de rivier buitengaats, het Damrak, was het begin van de Amsterdamse haven. De rivier aan de andere kant van de Dam werd, deels drooggelegd, het Rokin. Begin 20e eeuw zijn restanten van die dam aangetroffen op de plek tussen het Nationaal Monument en het gebouw van De Bijenkorf.

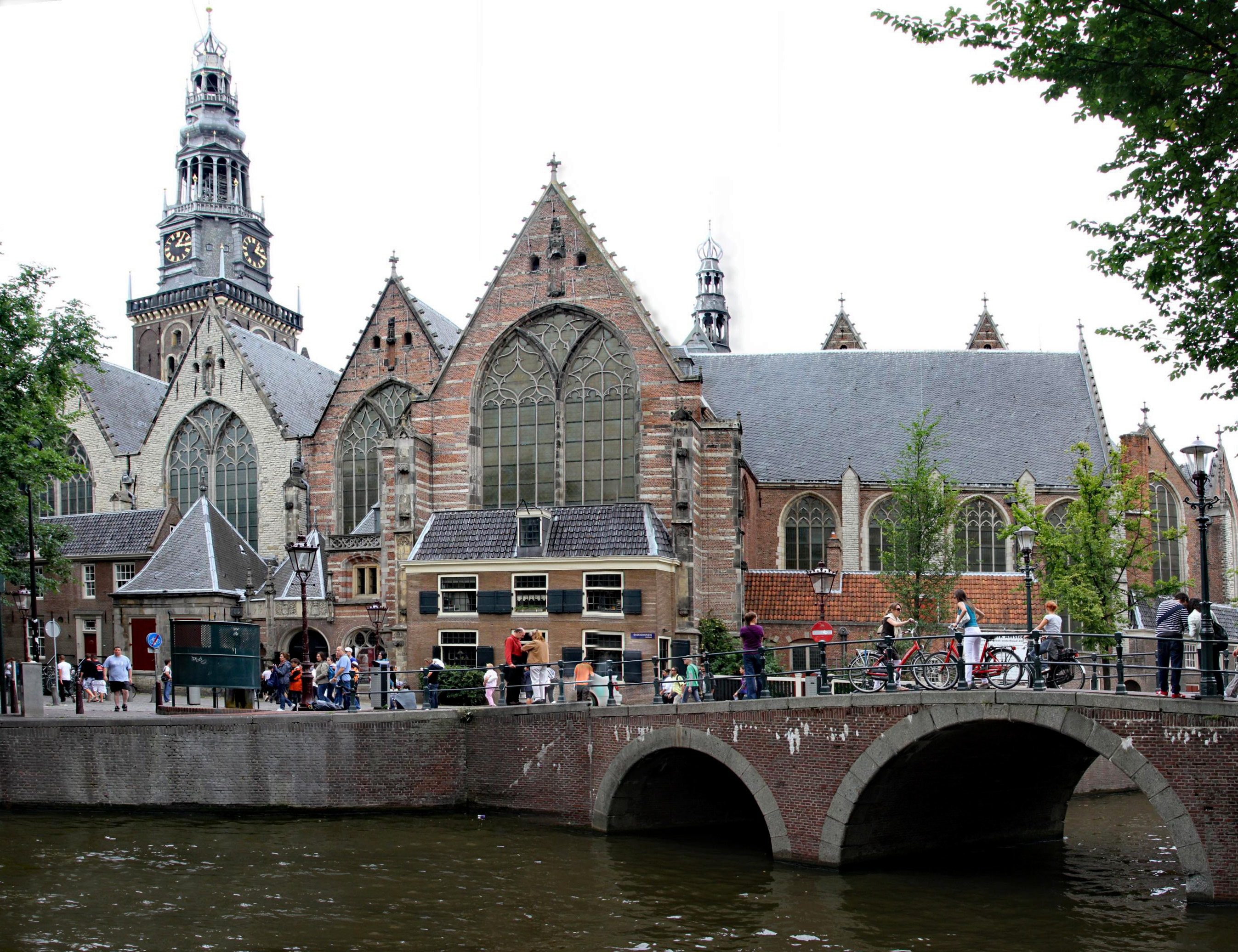
De Oude Kerk is het oudste nog bestaande gebouw van de stad

De oudste vermelding van Amsterdam is in een document van 27 oktober 1275, waarin graaf Floris V de bewoners van 'Amstelredamme' tolvrijheid verleent. Over de precieze datum waarop Amsterdam stadsrechten verkreeg is onzekerheid. Een van de mogelijkheden is dat de Utrechtse bisschop Guy van Avesnes de plaats in 1300-1301 stadsrechten heeft verleend, dit omdat hij in een handvest uit die tijd spreekt over 'onsen poiteren van Aemstelredamme' (Onze poorters van Amsterdam). Hij noemt de burgers expliciet 'poorters', hetgeen erop wijst dat er stadsrechten waren vergeven. Doch over het exacte tijdstip van de toekenning is weinig meer te zeggen dan dat het tijdstip rond of kort na 1300 ligt. In 1342 kreeg Amsterdam een nieuw stadsrecht van de Hollandse graaf Willem IV.
Spoedig daarna volgde de tol op bier. De contacten rond de bierhandel met Hamburg waren de springplank voor de Oostzeehandel en het begin van Amsterdam als handelsstad. In de 15e eeuw was Amsterdam gegroeid tot de belangrijkste handelsstad van Holland. Bij uitbreiding van de stad werden ringvormige grachten gegraven, ter verdediging en voor de waterhuishouding. De huizen werden op een fundering van lange houten palen gebouwd die op de zandlaag onder de drassige bodemlaag steunden. Het gebruik van hout als bouwmateriaal maakte de stad gedurende de middeleeuwen kwetsbaar voor stadsbranden. In 1421 werd hierdoor een derde en in 1452 zelfs driekwart van de stad verwoest. In 1597 en 1679 vonden in Amsterdam wat kleinere branden plaats.

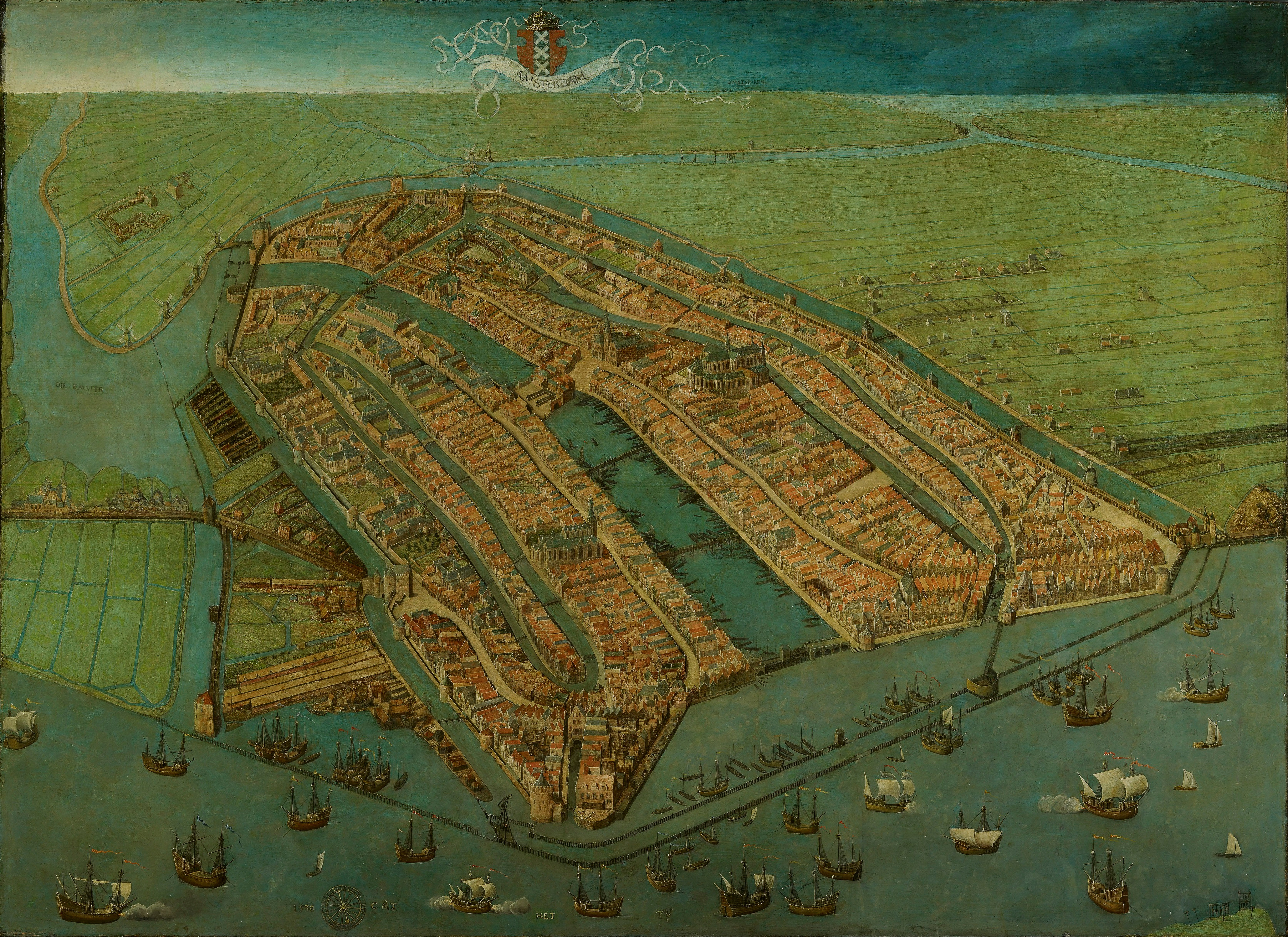
Gezicht op Amsterdam in vogelvlucht (1538) Cornelis Anthonisz.
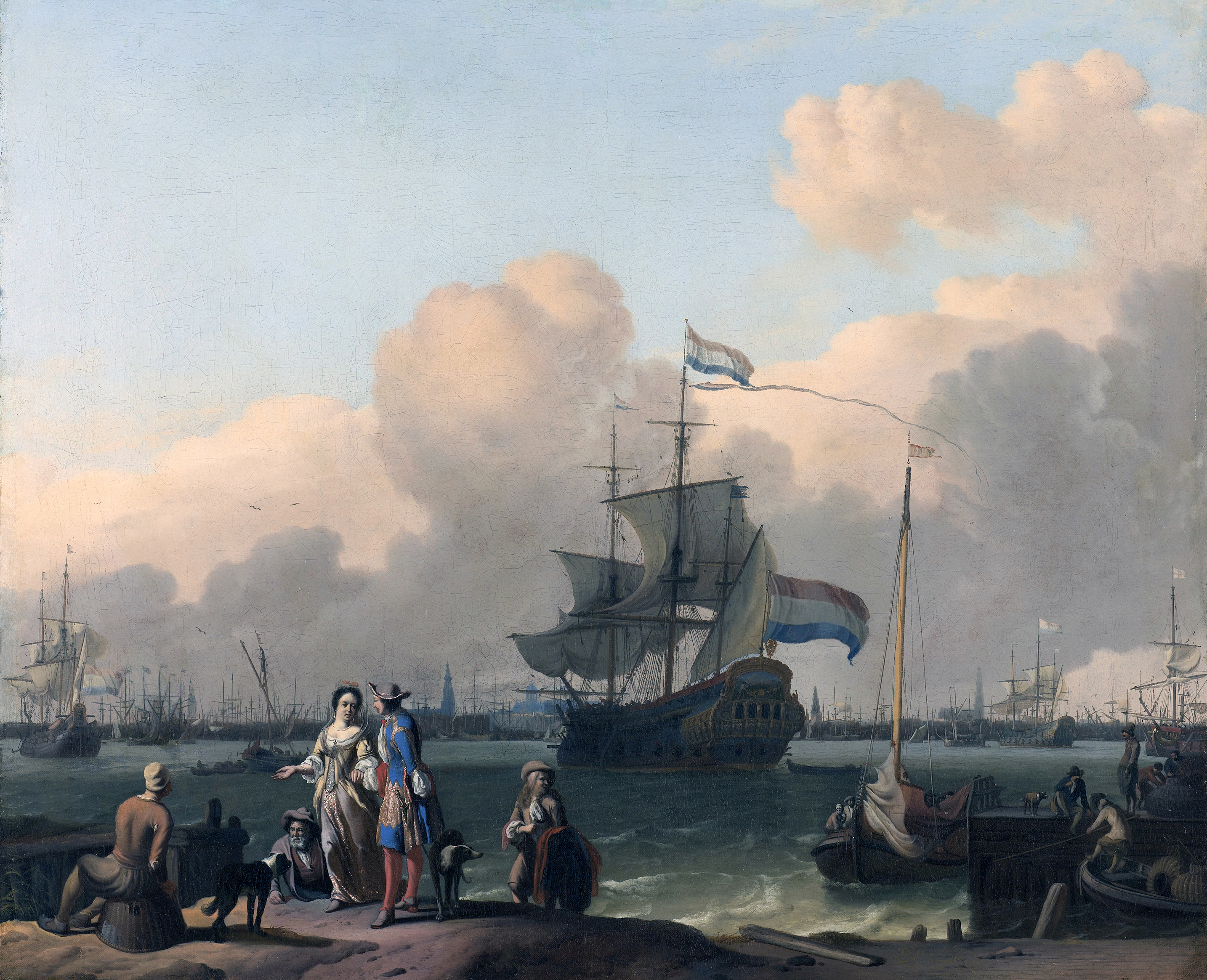
"Het IJ voor Amsterdam met het fregat 'De Ploeg' " (ca. 1690), Ludolf Bakhuizen

De stad kreeg al snel een traditie van burgerlijk bestuur, met een belangrijke rol voor de vroedschap: een college van vooraanstaande burgers die de meeste bestuurders benoemden.
Het stadsbestuur sloot zich in 1578 aan bij de opstand tegen Spanje (Alteratie), vooral vanwege handelsbelangen. Na de inname van Antwerpen door de Spanjaarden in 1585 kwamen veel inwoners van de Zuidelijke Nederlanden, met hun handelsnetwerk, naar Amsterdam. Naast vele andere factoren speelden hun komst en die van Portugese Joden een belangrijke rol in wat de Gouden Eeuw van Amsterdam en Holland wordt genoemd.
De bevolking van Amsterdam nam in die periode snel toe door een explosieve toestroom van buitenlanders. Omstreeks 1570 telde Amsterdam minder dan 30.000 inwoners, in 1622 was hun aantal gegroeid tot ruim 100.000. Tegen het einde van de 17e eeuw overschreed het inwonertal de 200.000 en behoorde Amsterdam met Londen, Napels en Parijs tot de grootste steden in Europa. De bevolkingsgroei maakte een grootschalige uitbreiding van de stad noodzakelijk, waaraan de concentrische grachtengordel met zijn koopmanshuizen en pakhuizen te danken is.
Daarna zwakte de groei van de stad af en omstreeks 1680 kwam een einde aan de bouwactiviteiten. Aan de oostkant van de Amstel was een overvloed aan bouwrijpe grond beschikbaar. Kavels werden uitgegeven aan liefdadigheidsinstellingen en de Plantage werd bestemd als wandelpark. Vanaf halverwege de 18e eeuw daalde het inwoneraantal weer, om circa 1815 een dieptepunt te bereiken met circa 140.000 inwoners.
In de 19e eeuw was er een langzaam herstel en na 1850 begon Amsterdam zich uit te breiden buiten de 17e-eeuwse Singelgracht. In 1825 kwam met het nieuw-gegraven Noordhollandsch Kanaal de waterverbinding met Den Helder tot stand. In 1839 werd het traject Amsterdam – Haarlem geopend als eerste spoorweg van Nederland. Sinds 1876 is het Noordzeekanaal de rechtstreekse verbinding tussen de Amsterdamse haven en de sluizen bij IJmuiden die toegang geven tot de Noordzee.

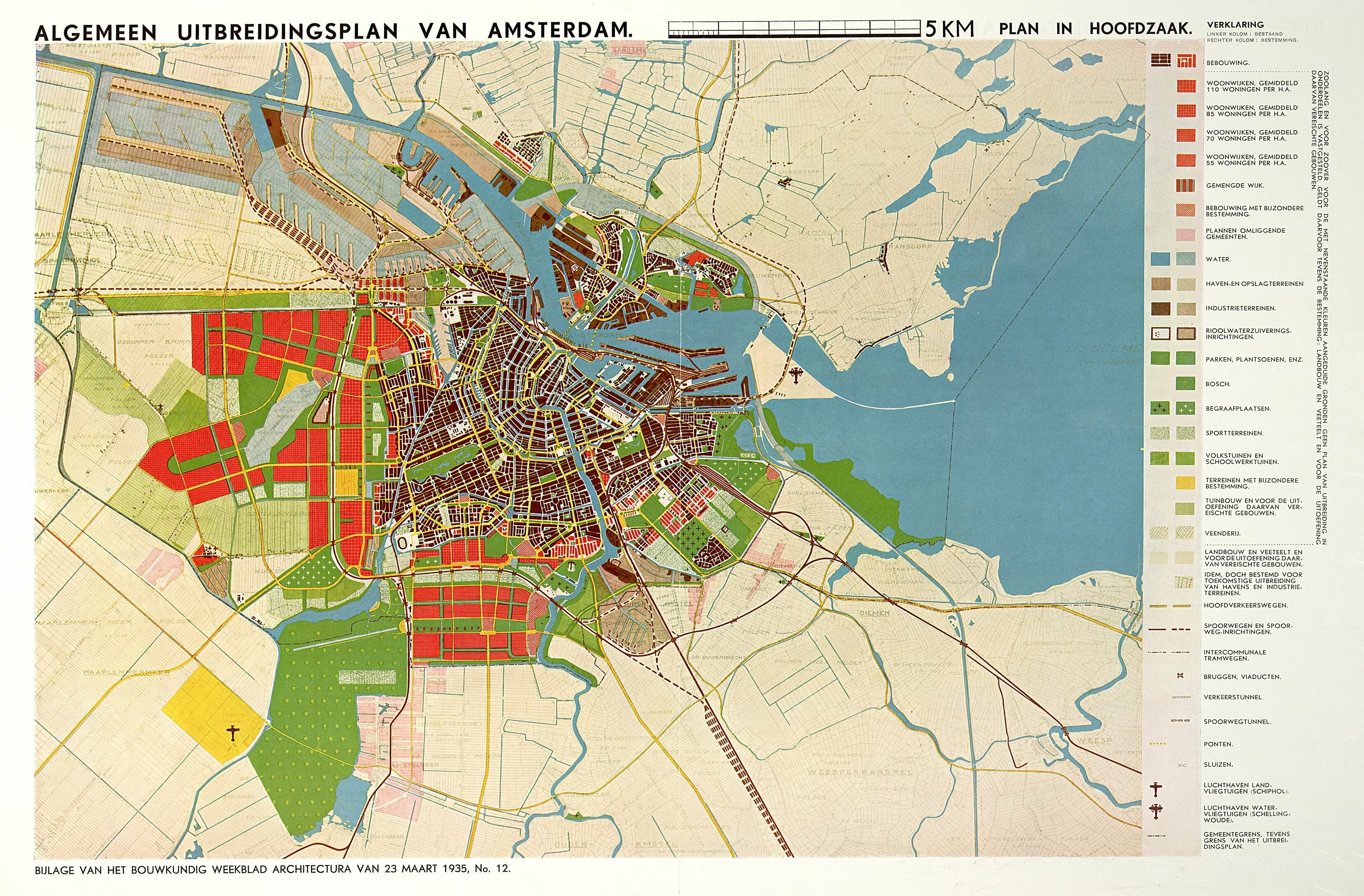
Plankaart van het Algemeen Uitbreidingsplan uit 1935.

Met het aanbreken van de industriële revolutie begon een nieuwe periode van expansie. Vernieuwing van de handel, nieuwe industrie en een bevolkingsexplosie die opgevangen werd in de 19e-eeuwse gordel. De bevolking verdubbelde van circa 250.000 omstreeks 1850 tot 510.000 in 1900.
De sociale misstanden waar de industriële revolutie mee gepaard ging maakten Amsterdam tot een centrum van de Nederlandse sociaaldemocratie en leidden tot grootschalige stadsuitbreidingen (Plan Zuid, Plan West en AUP). Tijdens de Grote Depressie in de jaren dertig werd het Amsterdamse Bos (Boschplan) aangelegd door werklozen. De verlaging van de steunuitkeringen van werklozen in 1934 leidde tot het Jordaanoproer, waarbij vijf doden vielen.
De Tweede Wereldoorlog kostte aan ongeveer 110.000 Amsterdammers het leven. Van de omvangrijke Joodse gemeenschap overleefde het merendeel, ongeveer 75.000 Joden, de bezettingstijd niet. De verzetsbeweging was in Amsterdam omvangrijk, en bracht groepen voort als Vrij Nederland en het kunstenaarsverzet met Gerrit van der Veen. Anne Frank dook in de stad onder en schreef er haar wereldberoemde dagboek. Ook de Hongerwinter eiste, zoals in heel West-Nederland, een hoge tol in de stad. De fysieke oorlogsschade bleef uiteindelijk beperkt in vergelijking met steden als Rotterdam en Den Haag. De meeste schade werd veroorzaakt in 1943 door de geallieerde bombardementen op Amsterdam-Noord, waarbij ruim 200 mensen omkwamen.
Na de oorlog werd het Algemeen Uitbreidingsplan grotendeels uitgevoerd, zo verrezen de Westelijke Tuinsteden en Buitenveldert. Ook Amsterdam-Noord onderging een grote uitbreiding. Ook werd als onderdeel van het AUP het Westelijk Havengebied aangelegd. Ook de bestaande stad veranderde: cityvormingsplannen in de jaren zestig en zeventig zorgden onder andere voor de aanleg van een metrolijn en de afbraak van grote delen van de oude Jodenbuurten en nieuwbouw. In 1966 heide burgemeester Ivo Samkalden in de polder Bijlmermeer de eerste paal voor de bouw van 5.000 woningen de grond in.
Ook het maatschappelijke gezicht van de stad veranderde in de decennia na de Tweede Wereldoorlog. In de jaren vijftig had een liberale houding van het stadsbestuur een vroege opkomst van homo-uitgaansgelegenheden mogelijk gemaakt, die later gevolgd werd door de maatschappelijke emancipatie van homoseksuelen, waardoor Amsterdam enkele decennia lang als de homohoofdstad van Europa gold.

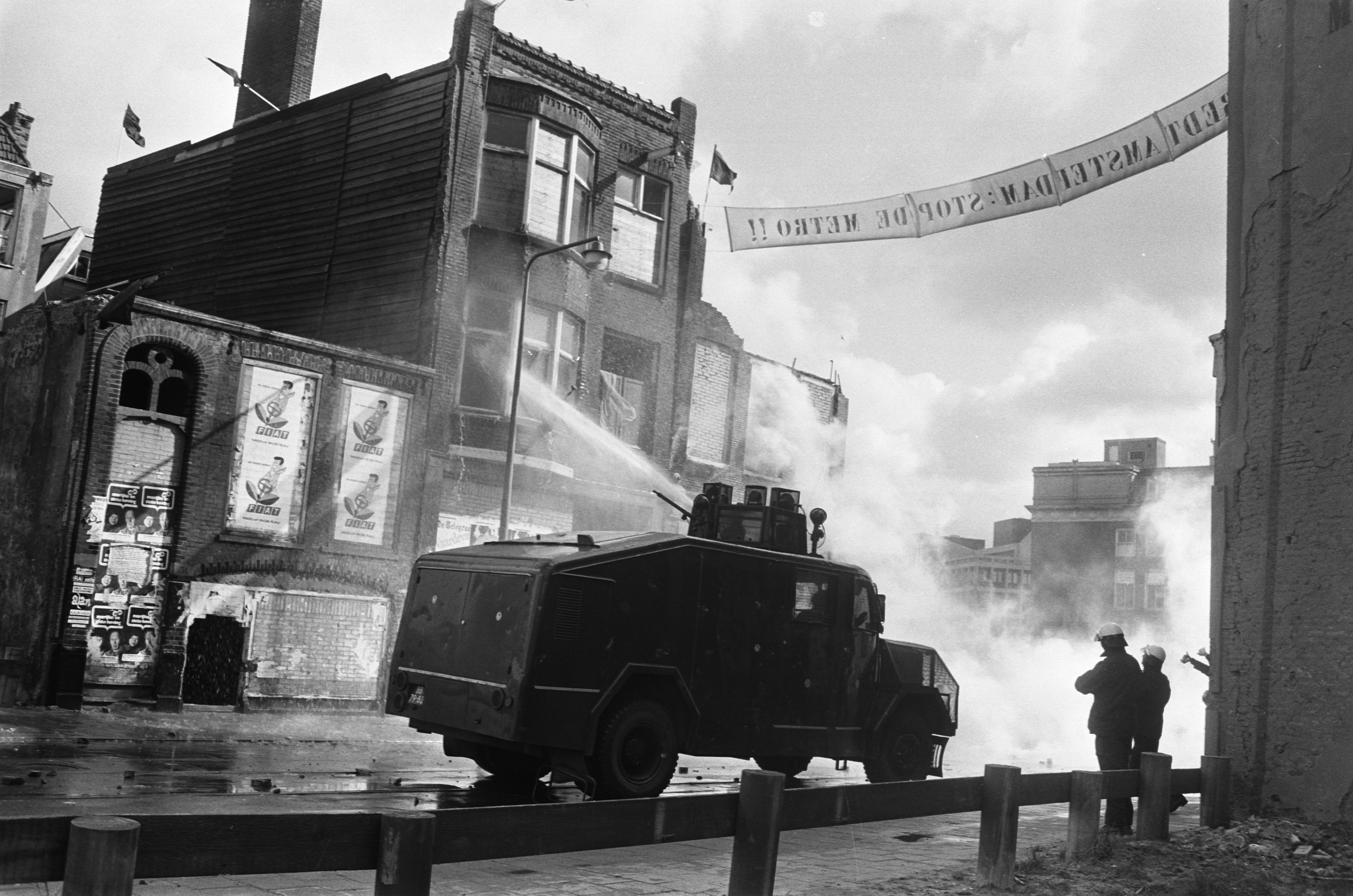
Protesten van de bevolking tegen de metro-aanleg van de Oostlijn mondden in 1975 uit in de Nieuwmarktrellen.

De grote hoeveelheid protesten en sociale bewegingen in de stad zorgde regelmatig voor rellen en opstanden. In het kielzog van de Parijse studenten-opstanden in de jaren zestig, ontstond in Amsterdam de kunstzinnige anarchistische Provobeweging, die tegen de autoriteiten streden met ludieke acties, zoals happenings rond Het Lieverdje (Spui), maar ook met het afsteken van een rookbom tijdens het huwelijk van prinses Beatrix en prins Claus in maart 1966. In juni van datzelfde jaar vond een bouwvakkersopstand plaats. Bij deze zogenoemde Telegraafrellen vielen een dode en tientallen gewonden, waarop de burgemeester en de hoofdcommissaris van politie moesten aftreden. Rellen braken ook uit op 25 augustus 1970 toen het slaapverbod bij het Nationaal Monument op de Dam inging. Drie dagen lang was het onrustig in de stad met her en der opstootjes, gewonden en vernielingen, waarbij een groep mariniers illegaal optrad tegen vooral alternatieve, langharige jongeren. Later zouden de jongeren en hippies niet meer op de Dam maar in het Vondelpark overnachten. Burgers en buurtbewoners kwamen grootschalig in verzet tegen gemeentelijke plannen voor afbraak van de voormalige Jodenbuurten met vervangende nieuwbouw boven de nieuw te bouwen metrolijn. Een grote demonstratie in 1975 mondde uit in de Nieuwmarktrellen.

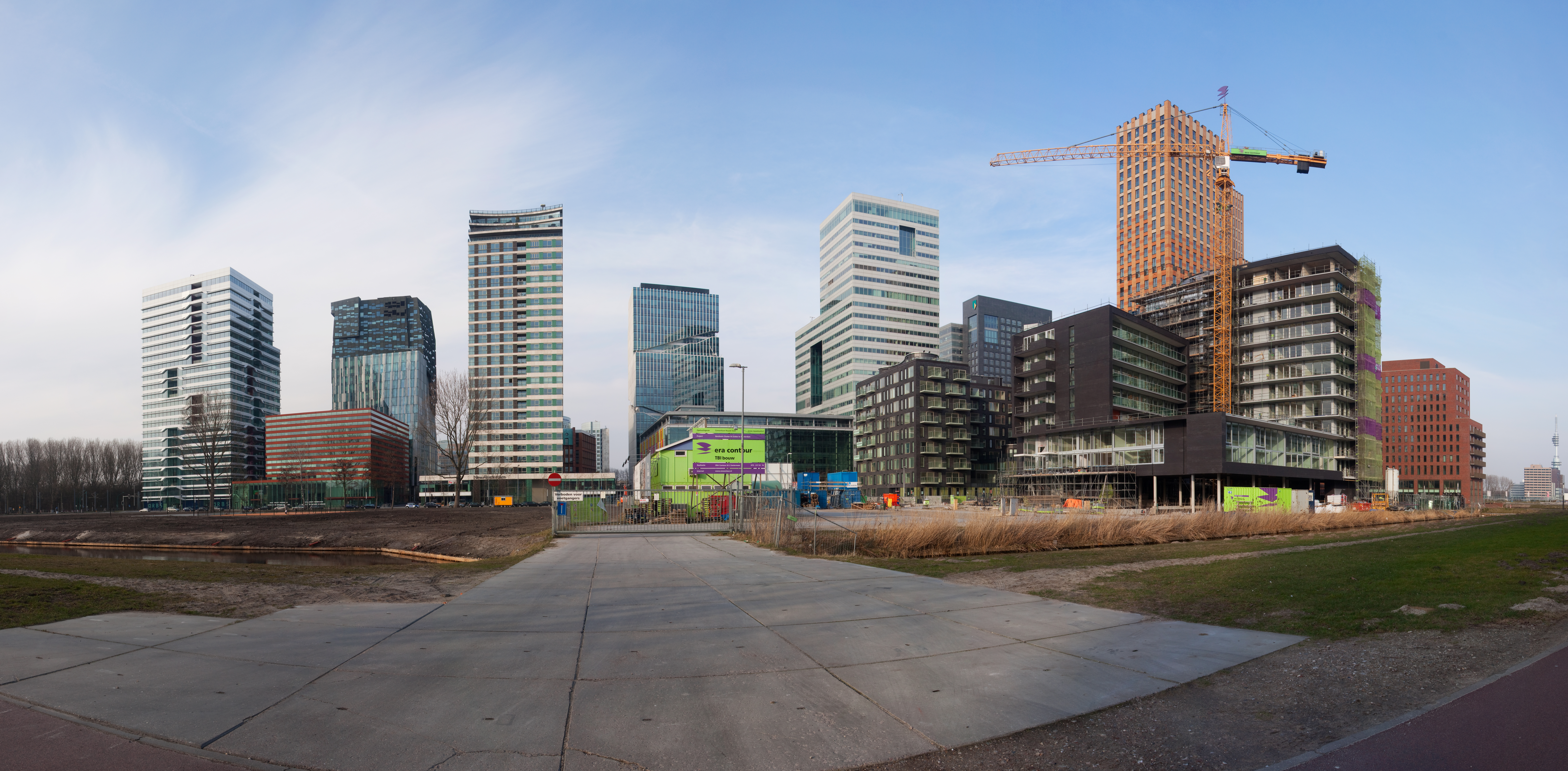
De Zuidas, het nieuwe Amsterdamse zakendistrict

In de jaren zeventig en tachtig kwamen veel, vooral jonge, nieuwe Amsterdammers uit de middenklassen in verzet tegen het grote tekort aan betaalbare woningen, de hoge leegstand, de verwaarlozing van woningblokken en de verpaupering van 19e-eeuwse wijken. Als protest en als praktische oplossing bezetten ze leegstaande panden, knapten ze op en gingen er wonen. Vanaf begin jaren tachtig vonden herhaaldelijk demonstraties plaats en breed verzet tegen ontruimingen. Veel buurtbewoners sympathiseerden met de krakers. In maart 1980 rolden er tanks door de stad om barricaden tegen een ontruiming van een pand in de Vondelstraat te slechten. Een andere climax was het Kroningsoproer op 30 april 1980 ("Geen woning, geen kroning") rondom de plechtigheden inzake de inhuldiging van prinses Beatrix tot nieuwe koningin van Nederland in de Nieuwe Kerk op de Dam. Er waren vooral op en rond het Rokin brandende barricades en er werd gevochten tussen de Mobiele Eenheid en demonstranten, waarbij zeker 400 gewonden vielen. Ook in de jaren erna waren er regelmatig krakersrellen, maar wel op kleinere schaal. Vreedzaam was de grote vredesdemonstratie tegen kruisraketten op 21 november 1981 met 400.000 deelnemers. Slachtoffers vielen daarentegen wel bij een brand in Hotel Polen op het Rokin in mei 1977, waarbij 33 doden vielen. Ook het pand van boekhandel De Slegte ernaast ging in vlammen op, waardoor een groot aantal waardevolle antiquarische boeken verloren ging.
In de jaren zeventig en tachtig werd in de binnenstad begonnen met stadsvernieuwing en trokken zowel gezinnen als bedrijven de binnenstad uit, op zoek naar meer ruimte. De komst van hoogopgeleide en goed verdienende jongeren in hun plaats versterkte het draagvlak voor horeca en allerlei andere dienstverlenende bedrijvigheid. Vanaf 1984 nam het aantal inwoners na twintig jaar weer toe.
Sinds de jaren 90 zijn ook de randen van de stad omgevormd en uitgebreid. In de Bijlmermeer, berucht geworden als kansarme wijk en als locatie van een vliegtuigramp in 1992, maakten de kenmerkende honingraatflats plaats voor vernieuwing om de woonomgeving te verbeteren. Een andere vernieuwingsoperatie is de omvorming van het Oostelijk Havengebied van vervallen havengebied tot een moderne woonwijk. Tegelijkertijd breidde de stad zich weer naar buiten uit, met bijvoorbeeld de bouw van de nieuwe wijken De Aker en Nieuw Sloten in het zuidwesten van de stad en, sinds 2000, de ontwikkeling van de wijk IJburg op een aantal kunstmatige eilanden in het IJmeer. Met de start van de bouw van het zakendistrict Zuidas heeft de stad ook een begin gemaakt aan een belangrijke economische stadsuitbreiding.
In 2022 werd het grondgebied van Amsterdam flink uitgebreid toen de gemeente Weesp bij Amsterdam werd gevoegd, dit werd een zogenoemd stadsgebied binnen de gemeente Amsterdam.

## Geografie

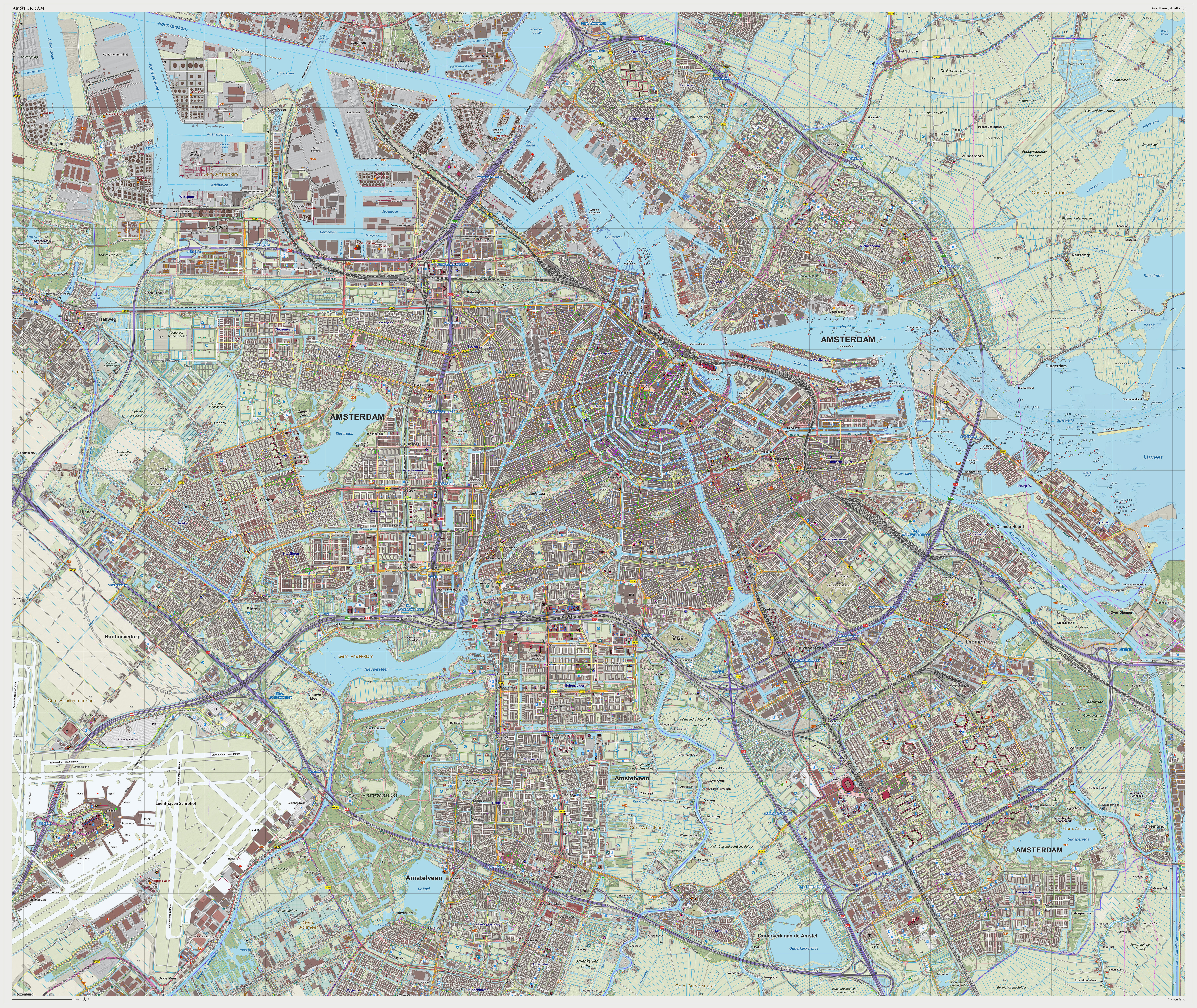
Topografische kaart van Amsterdam (woonplaats), maart 2014

### Topografie
Amsterdam ligt in de provincie Noord-Holland, in het westen van Nederland. Het ligt aan de Amstel en het IJ. De haven van Amsterdam is via het Noordzeekanaal verbonden met de Noordzee. De waterrijke stad heeft veel grachten, de binnenstad is opgedeeld in ongeveer 90 'eilanden'. Er zijn 31 genummerde sluizen. Van de 1.943 genummerde bruggen en viaducten die de gemeente telt, liggen er 252 in de binnenstad. Hiervan hebben er 902 een naam. De binnenstad ligt ongeveer een meter boven zeeniveau en heeft, net als de omgeving, een zeer vlak (polder)landschap, dat in sommige gevallen, zoals bij de Haarlemmermeer, Watergraafsmeer en de Beemster, is ontstaan door droogmaking van vroegere meren.

### Klimaat
Amsterdam ligt in een gebied met een gematigd zeeklimaat (Cfb), waarbij de weerpatronen sterk worden beïnvloed door de nabijheid van de Noordzee in het westen en de daarmee gepaard gaande westelijk georiënteerde winden en stormen. De wintertemperaturen zijn er mild; gemiddeld boven nul, al is vorst niet ongewoon tijdens periodes met oostelijke of noordoostelijke wind vanuit het Europese binnenland, zoals uit Scandinavië en Rusland, tot diep in Siberië aan toe. De zomers zijn er warm, maar zelden heet.

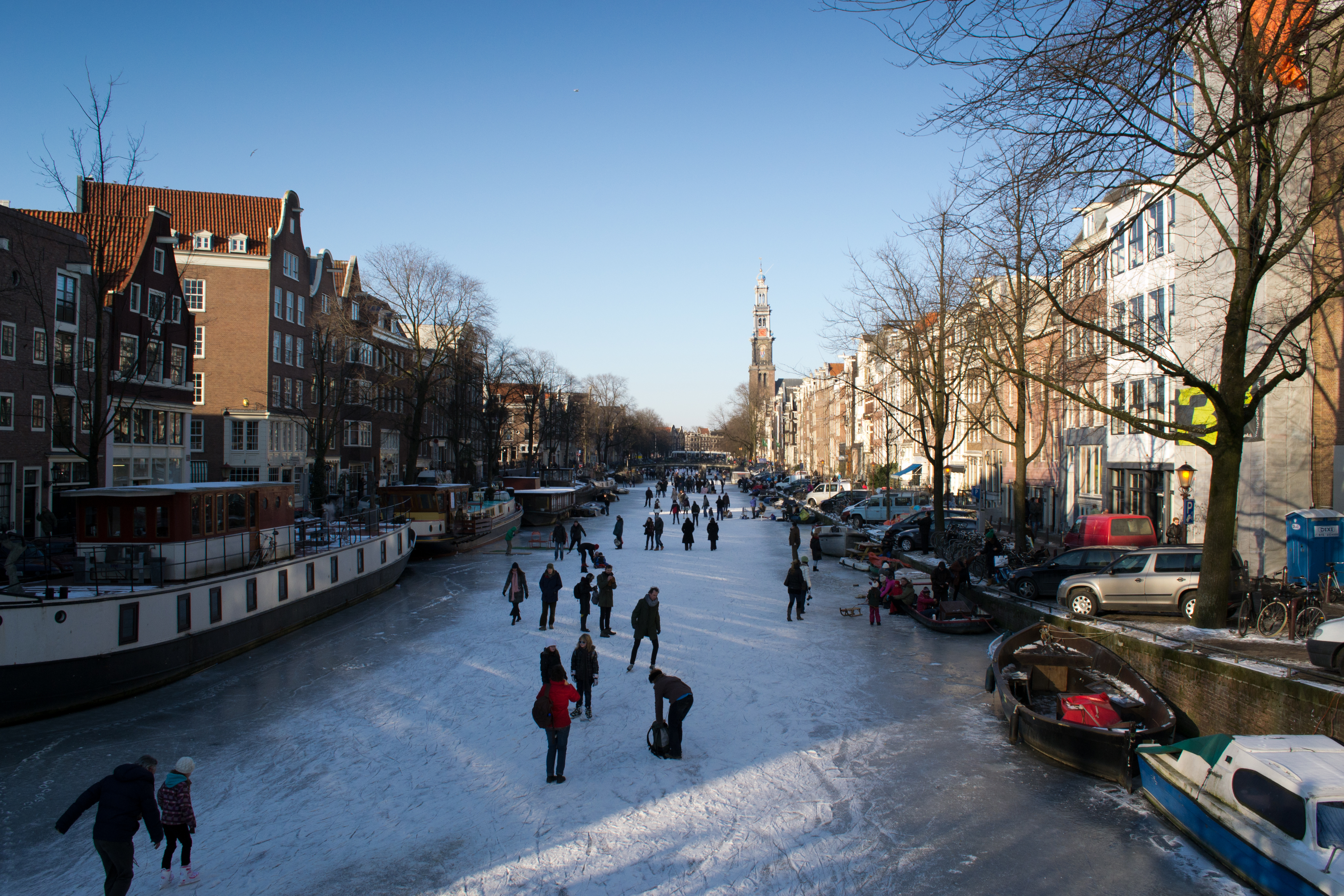
Schaatsers op de Prinsengracht

Er worden regelmatig dagen met grote neerslag waargenomen, maar de jaarlijkse neerslag komt niet boven de 800 mm uit. De meeste neerslag valt als aanhoudende motregen of lichte regen. Er kan, bijvoorbeeld bij storm, in één keer een grote hoeveelheid neerslag worden aangevoerd, waarop de pompen rond de stad moeten worden ingezet om het water over te hevelen naar hogere gronden en de zee. De aanwezigheid van veel waterbekkens zorgt ervoor dat bewolkte en vochtige dagen veel voorkomen, met name in de koelere maanden van oktober tot maart.
| Maand                                                                     | jan   | feb  | mrt   | apr  | mei  | jun  | jul  | aug  | sep  | okt  | nov  | dec   | Jaar  |
| ------------------------------------------------------------------------- | ----- | ---- | ----- | ---- | ---- | ---- | ---- | ---- | ---- | ---- | ---- | ----- | ----- |
| Hoogste maximum (°C)                                                      | 13,9  | 16,6 | 21,1  | 27   | 31,5 | 33,2 | 32,3 | 34,5 | 29,4 | 25,0 | 17,5 | 15,5  | 34,5  |
| Gemiddeld maximum (°C)                                                    | 5,8   | 6,3  | 9,6   | 13,5 | 17,4 | 19,7 | 22,0 | 22,1 | 18,8 | 14,5 | 9,7  | 6,4   | 13,8  |
| Gemiddelde temperatuur (°C)                                               | 3,4   | 3,5  | 6,1   | 9,1  | 12,9 | 15,4 | 17,6 | 17,5 | 14,7 | 11,0 | 7,1  | 4,0   | 10,2  |
| Gemiddeld minimum (°C)                                                    | 0,8   | 0,5  | 2,6   | 4,6  | 8,2  | 10,8 | 13,0 | 12,8 | 10,6 | 7,5  | 4,2  | 1,5   | 6,4   |
| Laagste minimum (°C)                                                      | −15,4 | −15  | −11,1 | −4,7 | −1,1 | 2,3  | 5,0  | 5,0  | 2,0  | −3,4 | −6,9 | −14,8 | −15,4 |
|                                                                           |       |      |       |      |      |      |      |      |      |      |      |       |       |
| Neerslag (mm)                                                             | 66,6  | 50,6 | 60,6  | 40,9 | 55,6 | 66,0 | 76,5 | 85,9 | 82,4 | 89,6 | 87,2 | 76,3  | 838,2 |
| Bron: klimaatatlas (gemiddelden, 1981-2010) en KNMI (extremen, 1971-2000) |       |      |       |      |      |      |      |      |      |      |      |       |       |

## Stadsbeeld

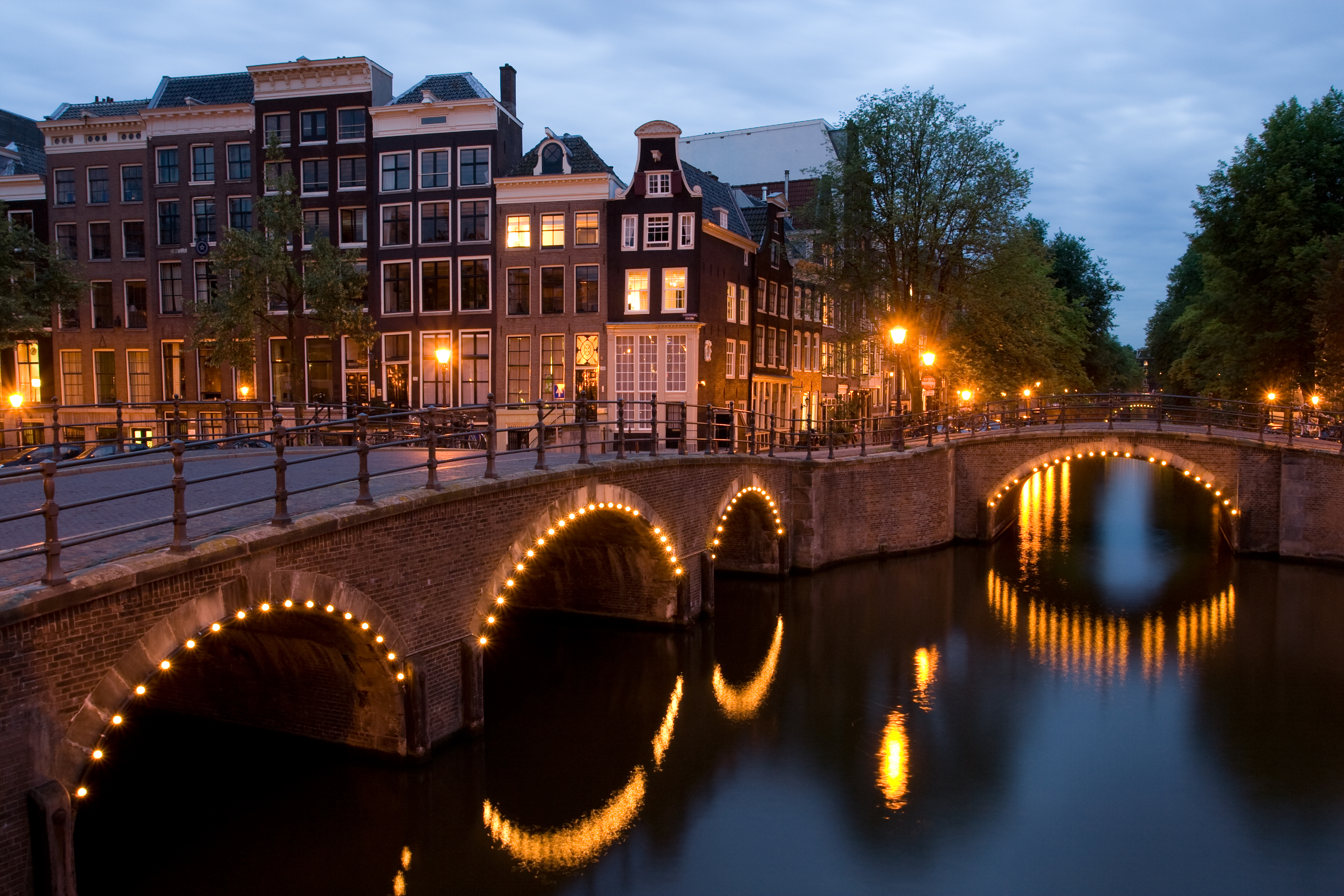
Keizersgracht en Reguliersgracht

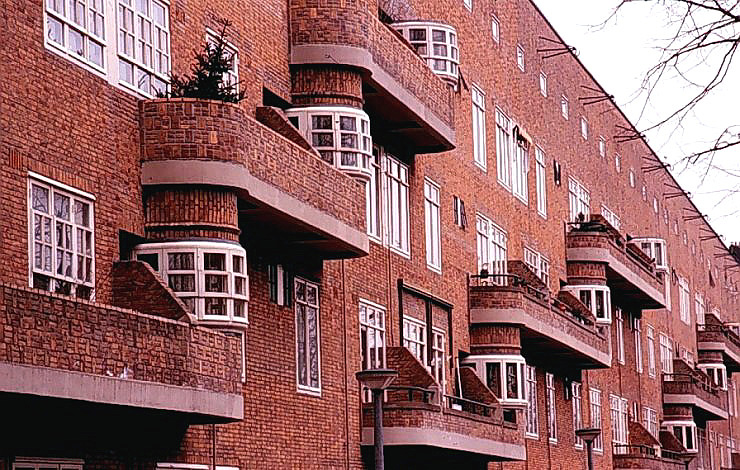
Architectuur aan de Vrijheidslaan in Amsterdam-Zuid in de stijl van de Amsterdamse School

De binnenstad van Amsterdam bevindt zich ten zuiden van het IJ. Het oudste gebied van de stad is de omgeving van de Dam en de Wallen, wat als prostitutiegebied geldt. Rond de oudste kern ontwikkelde zich tot in de 17e eeuw de grachtengordel. Op 1 augustus 2010 werd de grachtengordel op de Werelderfgoedlijst van UNESCO geplaatst. De binnenstad heeft verschillende beschermde stadsgezichten: Binnen de Singelgracht en de Nieuwmarktbuurt.
Buiten het historisch centrum en de Grachtengordel liggen ringvormig de in de 17e eeuw gebouwde voormalige arbeidersbuurten de Jordaan en de Oostelijke Eilanden en de in de 19e eeuw gebouwde toenmalige arbeidersbuurten Spaarndammerbuurt, Staatsliedenbuurt, Kinkerbuurt, Pijp en Dapperbuurt. Bekende plaatsen in de stad zijn de Dam, het Museumplein, het Vondelpark, het Waterlooplein en dierentuin Artis.
Grote stadsuitbreidingen waren de uitleg van Amsterdam in de 17e eeuw, waarbij de stad in vier fases explosief groeide; de 19e-eeuwse gordel met arbeiderswoningen naar het uitbreidingsplan van Jan Kalff uit 1877; de uitbreidingen Plan Zuid en Plan West in de bouwstijl Amsterdamse School naar de plannen van H.P. Berlage in de jaren twintig. Ook delen van de Spaarndammerbuurt zijn gebouwd in de stijl van de Amsterdamse School.
Het Algemeen Uitbreidingsplan van Cornelis van Eesteren uit de jaren dertig was de basis voor grootschalige uitbreidingen in westelijke en zuidelijke richting. Door dit uitbreidingsplan kreeg Amsterdam zijn lobben- of scheggenstructuur, waarbij de bebouwde delen in vingervorm uitsteken, afgewisseld door groengebieden (groene scheggen).
Ten noorden van het IJ ligt stadsdeel Amsterdam-Noord, dat met de rest van de stad is verbonden door de IJ-veren (voor fietsers en voetgangers), de Noord/Zuidlijn en voor het autoverkeer drie tunnels en een brug. Een deel bestaat uit het veenweidegebied Landelijk Noord met dorpen als Durgerdam, Holysloot, Ransdorp en Zunderdorp.
Groenvoorzieningen vormen 12% van de oppervlakte van Amsterdam en de stad telt circa 400.000 bomen. Bekende parken zijn het Vondelpark en het Oosterpark. Ten zuidwesten van de stad ligt het ruim 1.000 hectare grote Amsterdamse Bos, aangelegd vanaf 1934 als werkverschaffing tijdens de crisis van de jaren dertig.

## Bevolking
De bevolkingsgegevens van Amsterdam worden bepaald voor de gehele gemeente. De oudere gegevens betroffen de gegevens van de toenmalige stad.

### Ontwikkeling van het inwonertal
Op 30 november 2019 brak Amsterdam een plaatselijk bevolkingsrecord. De stad telde die dag 873.200 inwoners, meer dan het vorige hoogtepunt in 1959. Daarna was er krimp. Het dieptepunt werd bereikt in 1985; er waren toen nog 675.570 bewoners, waarna er weer groei optrad. Sinds 2008 groeide Amsterdam met zo’n tienduizend inwoners per jaar. In 2020 was er voor het eerst sinds 1985 weer sprake van krimp. In het eerste half jaar kromp het aantal inwoners tot 870.373 (juni 2020). Oorzaken zijn het toenemende aantal Amsterdammers dat naar elders verhuist en de verminderde komst van expats, die in de jaren daarvoor voor sterke groei zorgden.
Per 24 maart 2022 werd de gemeente Weesp bij Amsterdam gevoegd. Met Weesp erbij is het aantal inwoners gegroeid tot boven de 900.000.

### Bevolkingssamenstelling
Begin 2022 telde Amsterdam 881.933 inwoners. 43% van de bevolking had twee ouders die in Nederland waren geboren, terwijl 57% ten minste één ouder had die in het buitenland was geboren (in heel Nederland respectievelijk 75% en 25% in 2022). 36,1% van de bevolking bestaat uit mensen met een niet-westerse migratieachtergrond; in heel Nederland is dat 13,7%. In 2007 woonde een wereldwijd recordaantal van 177 verschillende nationaliteiten in de stad. In december 2015 was dit aantal gestegen tot 180.
Amsterdam kent van oudsher een bevolking die steeds weer nieuwe groepen migranten opneemt en integreert tot een nieuwe autochtone eenheid. Om verschillende redenen kwamen vanuit vele landen mensen naar de hoofdstad: Fransen (hugenoten), (protestantse) Vlamingen, Brabanders, Spaans-Portugese en Oost-Europese Joden. Zij zochten de tolerantie van de stad, Amsterdam kende al vroeg de vrijheid van godsdienst. Ook kwamen velen af op de werkgelegenheid: andere mensen uit de Nederlanden, Duitsers en Scandinaviërs. Van de 15e tot de 19e eeuw waren inwoners uit het Duitse Rijk de grootste groep immigranten in Amsterdam. In 2010 kwamen de meeste mensen die zich nieuw vestigden uit Groot-Brittannië, de Verenigde Staten en India.
Toen China in 1911 een republiek werd, emigreerden veel Chinezen naar het buitenland, waaronder ook een kleine groep naar Nederland. Chinese scheepslui vestigden zich in de Bantammerbuurt, nu Amsterdamse Chinatown. In deze (kleine) Chinese buurt wonen nog steeds wat Chinezen. De nakomelingen van deze eerste Chinese generatie zijn van gemengde afkomst en wonen veelal buiten de Chinese buurt.
Vanaf 1960 werden door Nederlandse bedrijven actief jonge mannen geronseld in arme gebieden in Italië, Joegoslavië, later in Turkije en Marokko om als gastarbeider naar Nederland te komen. Een deel kwam in Amsterdam te werken.
In de aanloop naar de onafhankelijkheid van Suriname kregen Surinamers het recht te verhuizen naar Nederland en het Nederlanderschap te behouden. Daarvan maakten velen gebruik waarvan een groot deel zich in Amsterdam vestigde: in de nieuwe wijk Bijlmermeer, omdat daar veel plaats was, in de Pijp en in Oost.
Vanaf de jaren tachtig veranderde de stad in demografisch opzicht. Doordat in korte tijd veel meer vrouwen gingen werken werd er later getrouwd en kwamen er minder kinderen, er kwamen meer alleenstaanden en meer ouderen. Stijgende huren in de stad, betere lonen, verhoogde woningeisen en betaalbare nieuwbouw in omliggende gemeenten trokken veel Amsterdammers met jonge kinderen naar buursteden als Almere, Amstelveen, Haarlemmermeer, Purmerend en Zaanstad. Tegelijkertijd vestigden zich in een relatief korte tijd een relatief grote groep migranten uit vooral Turkije en Marokko in een paar oude wijken. Deze veranderden daardoor snel van karakter.
Van de kinderen beneden de 18 jaar had in 2010 meer dan de helft ten minste één ouder die in het buitenland was geboren. In 2006 was minder dan de helft (44 procent) van de inwoners van Amsterdam in de hoofdstad geboren, zo blijkt uit gegevens van het Centraal Bureau voor de Statistiek (CBS). In de binnenstad was een derde Amsterdammer van geboorte. De meeste oorspronkelijke Amsterdammers waren in 2006 te vinden in de tuindorpen Oostzaan, Nieuwendam en Buiksloot.

### Sociale verdeling
De laatste groepen instromers hebben geen grote veranderingen gebracht in de segregatie. Gegoede burgers en intelligentsia domineren van oudsher de Grachtengordel en sinds de bouw ervan de wijk Zuid. Sinds de jaren tachtig stroomden ze naar de Jordaan en de eilanden, waar stadsvernieuwing en huurverhoging de oorspronkelijke, minder gegoede bewoners hadden verdreven.
Mensen met lagere inkomens per gezinslid zijn te vinden in onder andere Bos en Lommer, Overtoomse Veld, de Bijlmer en Amsterdam-Noord. Middengroepen wonen sinds de bouw in de Plantage, Rivierenbuurt, de Watergraafsmeer, Buitenveldert, het Oostelijk Havengebied en IJburg en sinds de jaren negentig ook in Oud-West, de Baarsjes, Oost en de Staatsliedenbuurt. De stad verandert mee met haar bevolkingsstructuur. Voormalige eenvoudige wijken met kleine en slechte woningen als Jordaan, Nieuwmarktbuurt, Weesperbuurt, Staatsliedenbuurt en De Pijp gingen door een fase van gentrificatie. Vanaf 2008 maken Oost en de Indische Buurt eenzelfde ontwikkeling door.

### Religie
In 1578 werd in Amsterdam, relatief laat vergeleken bij andere steden in het gewest Holland, de katholieke stadsregering afgezet en sloot de stad zich aan bij de andere Hollandse steden in de Opstand tegen Spanje. De kerken en kapellen kwamen in protestantse handen en iedereen die niet de "gereformeerde" (hervormde) religie aanhing (rooms-katholieken, lutheranen, remonstranten, doopsgezinden) moest zijn toevlucht zoeken in schuilkerken of ontvluchtte de stad, tijdelijk dan wel permanent. Aan het eind van de 16e eeuw en in de 17e eeuw kreeg de stad veel immigranten die andere geloven meebrachten, zoals Sefardische Joden, hugenoten en protestanten uit de Zuidelijke Nederlanden. Bekende sefardiem zijn rabbijn en schrijver Menasseh Ben Israel (1604-1657) en filosoof Baruch Spinoza (1632-1677). Hun welvaart kwam onder meer tot uitdrukking in de bouw van de Portugese Synagoge. Amsterdam kende tot in de twintigste eeuw een groot aantal Joden, maar de Tweede Wereldoorlog kostte aan een groot deel van hen het leven: 75.000 Joden overleefden de oorlogstijd niet. Wrang is dat de naam Mokum oorspronkelijk door de Joden aan de stad gegeven werd. Later in de twintigste eeuw werden door de komst van immigranten uit onder andere Suriname en Afrikaanse landen nieuwe godsdiensten geïntroduceerd, zoals de islam, het hindoeïsme en het boeddhisme.

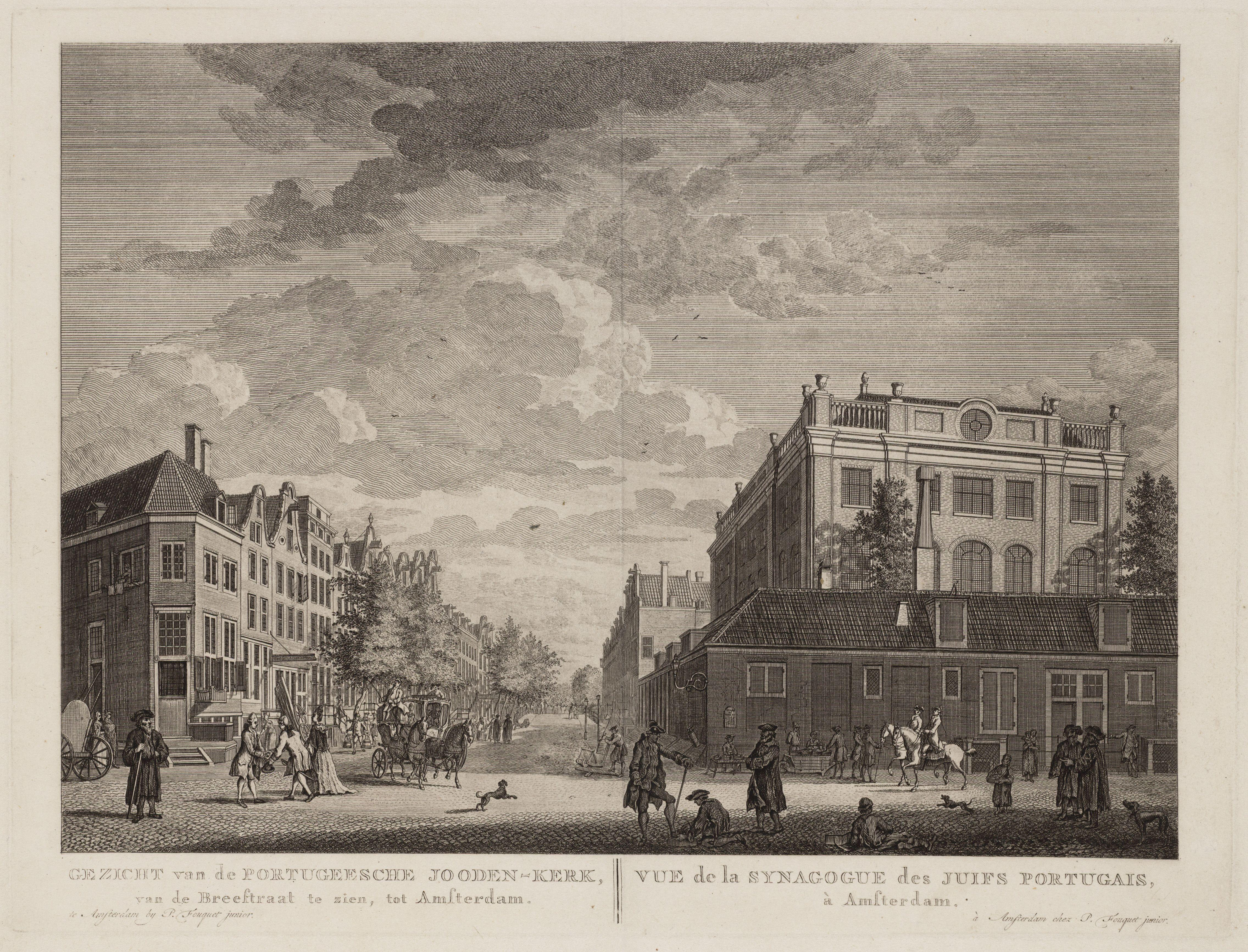
Portugese Synagoge gezien vanuit de Jodenbreestraat, op een gravure uit de Fouquet-Atlas (1760-1783). Foto: bma.amsterdam.nl
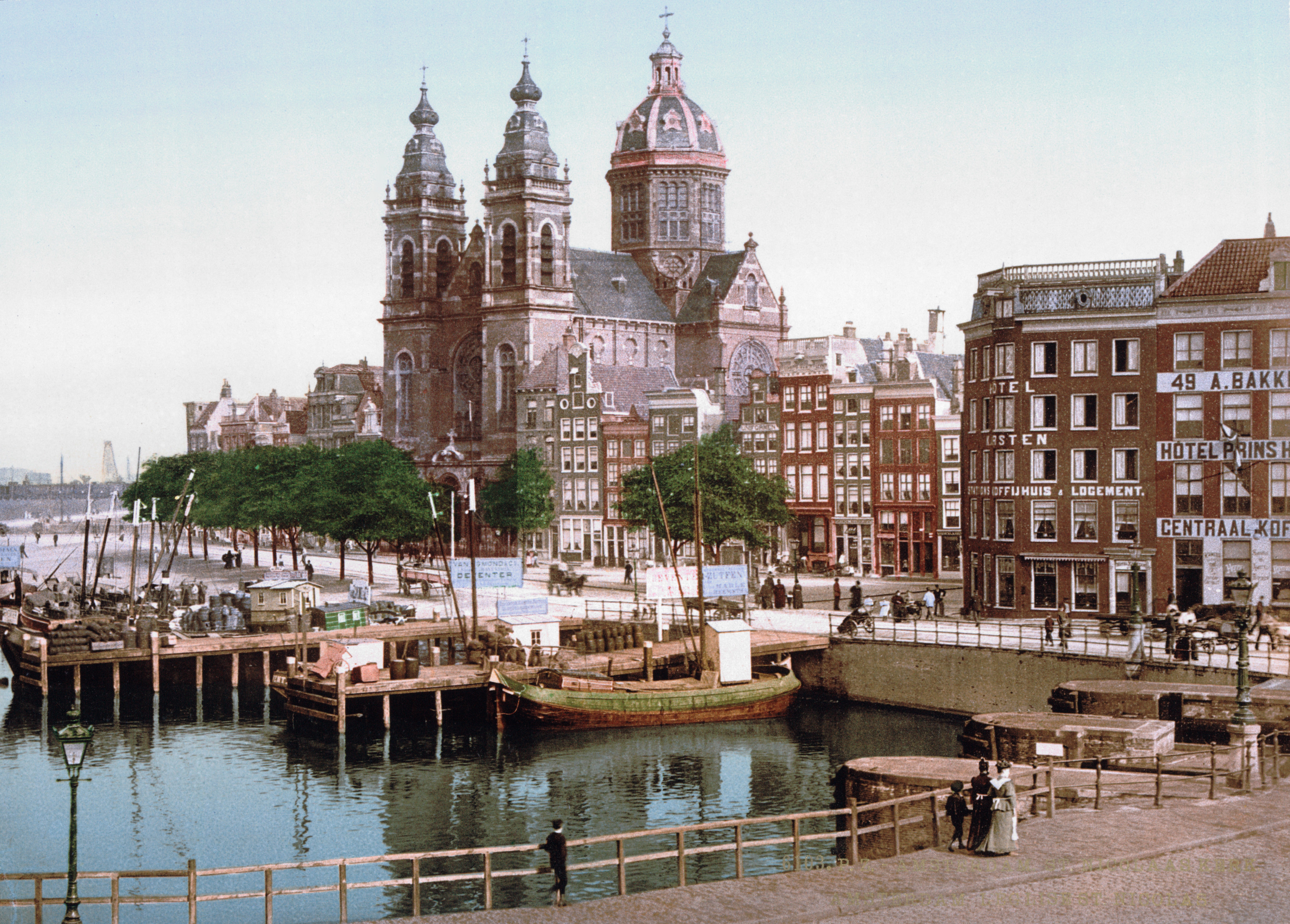
De Sint-Nicolaaskerk rond 1900 - Sint Nicolaas is de beschermheilige van Amsterdam

Voor rooms-katholieken is Amsterdam nog steeds een belangrijk bedevaartsoord. Elk jaar komen in het weekeind na 12 maart gemiddeld zo'n 5.000 bedevaartgangers naar het Spui en het Begijnhof, alwaar de huidige Heilige Stede voor het Mirakel van Amsterdam is gelegen. Vanaf het Spui beginnen vervolgens de meesten omstreeks middernacht aan een Stille Omgang door de binnenstad ter ere van dat Mirakel. Amsterdam is bovendien de enige plaats in Nederland met 'erkende' Mariaverschijningen: die aan Ida Peerdeman. Ze vonden tussen 1945 en 1959 plaats. De bisschop van Haarlem-Amsterdam erkende de cultus in 2002. Zowel de verschijningen als de bisschoppelijke erkenning zijn echter omstreden; het Vaticaan wijst de verschijningen en de bijbehorende boodschappen nog steeds ondubbelzinnig af. Niettemin komen elk jaar op of rond 31 mei een paar duizend Mariavereerders in Amsterdam bijeen.
Een meerderheid van de Amsterdammers, 56%, verklaarde in 2000 in een enquête zich "niet verwant te voelen" aan een kerkgenootschap of religieuze of levensbeschouwelijke stroming. De religies met de meeste aanhang zijn het christendom (17%) en de islam (14%). De gemeentelijke enquête betrof de identificatie en het "gevoel van verwantschap". Bij een onderzoek van het Amsterdamse Bureau voor Onderzoek en Statistiek werd de verwachting uitgesproken dat de islam vanwege de groei van de bevolking met een Marokkaanse of Turkse migratieachtergrond binnen enkele jaren de grootste godsdienst zou zijn. Volgens een in 2010-2014 uitgevoerd onderzoek van het Centraal Bureau voor de Statistiek rekende 37,7% van de bevolking van de gemeente Amsterdam zich tot een kerkelijke gezindte of een levensbeschouwelijke groepering, terwijl 62,3% van de bevolking niet-confessioneel was. De meeste religieuze personen rekenden zich tot de Katholieke Kerk en de islam (elk afzonderlijk 11,4%), gevolgd door de Nederlandse Hervormde Kerk (2,9%), de PKN (2,4%), hindoeïsme en boeddhisme (elk 1%), jodendom en de Gereformeerde Kerk (elk 0,8%), terwijl 6,1% zich tot een andere religieuze groep rekende.
Het merendeel van de Amsterdamse scholen is niet-confessioneel (dat wil zeggen voor openbaar of algemeen bijzonder onderwijs), al is het verschil met religieus onderwijs (56% versus 44%) beperkt.

## Politiek en bestuur

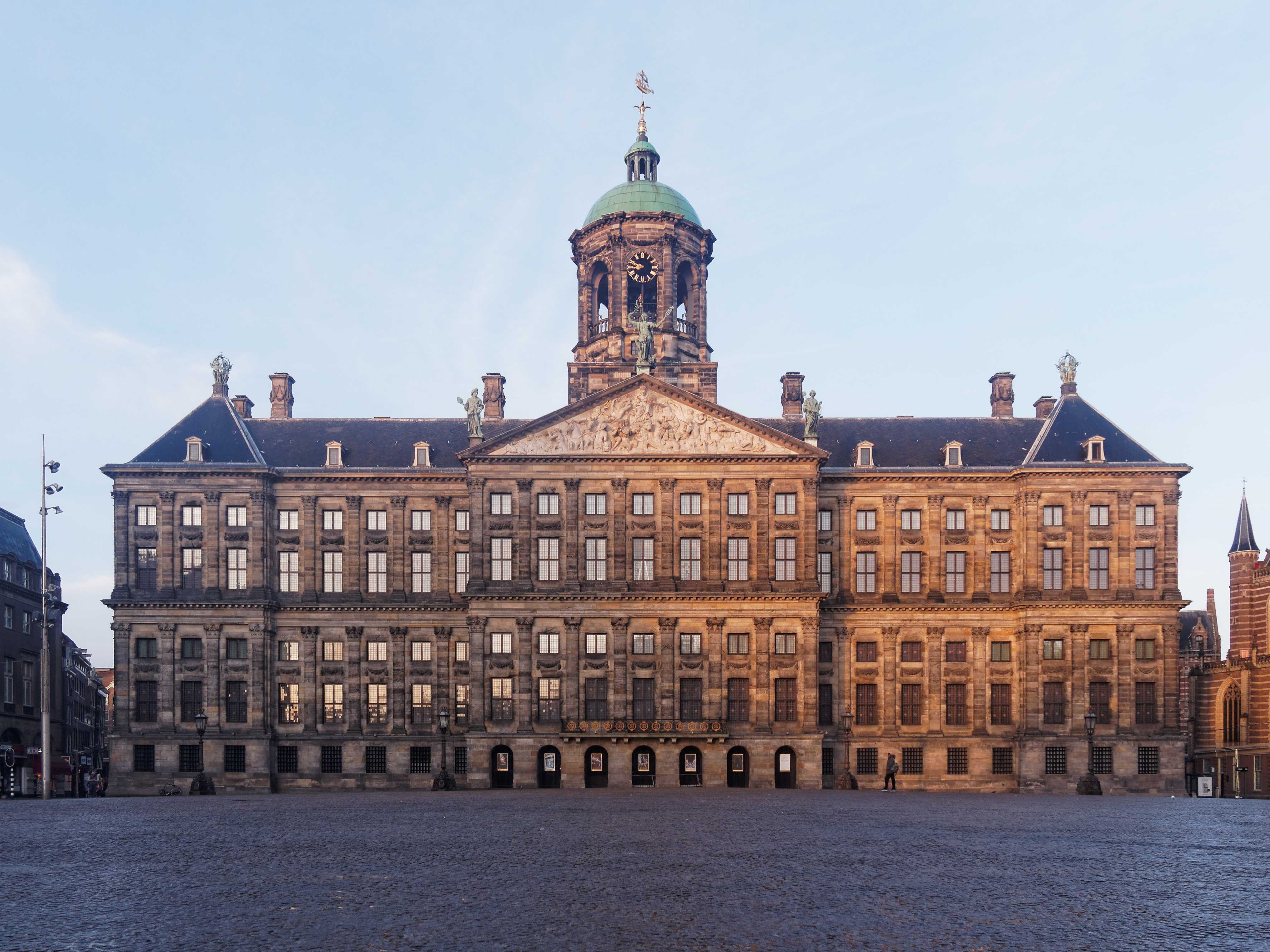
Het paleis op de Dam, gebouwd als stadhuis van Amsterdam.

### Hoofdstad
Amsterdam is de hoofdstad van Nederland vanaf de tijd van het bestuur van Lodewijk Napoleon over Nederland, dat hem door zijn oudere broer Napoleon I was gegeven in 1806. Als hoofdstad van het nieuwe koninkrijk koos hij Amsterdam en na een feestelijke binnenkomst in de stad, kreeg hij op 20 april 1808 de stadssleutels overhandigd. Deze dag wordt gezien als de eerste dag van Amsterdam als hoofdstad van Nederland. In 1908 werd het honderdjarige jubileum gevierd met een feest van een week lang. In 2008 werd er geen aandacht aan besteed.
Grondwettelijk is Amsterdam de hoofdstad sinds 1983, bij de grondwetsherziening. Na vertrek van de Fransen is het landelijk bestuur weer verplaatst naar Den Haag waar het parlement en de regering zijn gevestigd.
Het bestuur van de provincie Noord-Holland is gevestigd in Haarlem.

### Gemeentebestuur
De gemeente Amsterdam is sinds de herindeling van de stad vanaf 1 mei 2010 verdeeld in zeven stadsdelen. Daarvoor waren er veertien stadsdelen, drie bleven ongewijzigd, terwijl de andere fuseerden tot vier nieuwe stadsdelen. De stadsdelen waren tot 19 maart 2014 als gemeenten georganiseerd en waren ook in belangrijke mate autonome organen. In afwijking van het gemeentelijk model hadden de stadsdelen een (door de Raad) gekozen 'burgemeester'. Het havengebied Westpoort wordt centraal door de gemeente bestuurd. Amsterdam maakte tot 1 januari 2015 deel uit van de plusregio Stadsregio Amsterdam, die 16 gemeenten en ruim 1,3 miljoen inwoners telt. Daarnaast werken de gemeenten samen met de andere gemeenten in de Noordvleugel van de Randstad in de Metropoolregio Amsterdam.

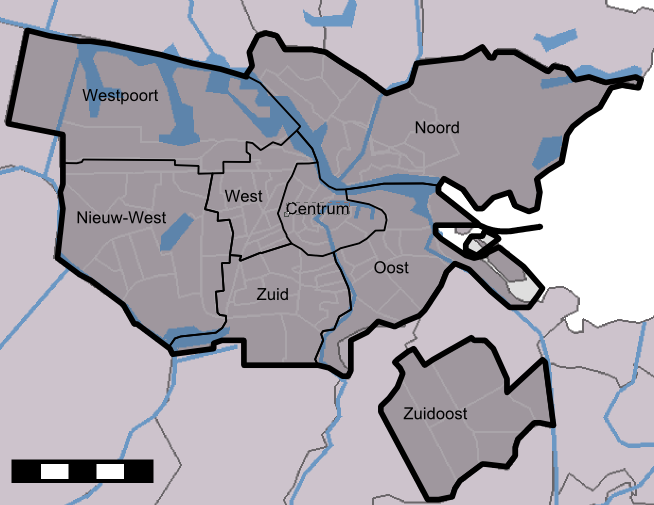
Amsterdamse stadsdelen sinds 2010

Waar de stad in de Gouden Eeuw werd bestuurd door Groote Heeren kan Amsterdam sinds het ontstaan van het begrip links als linkse stad worden bestempeld, al sinds liberalen als Willem Treub in het bestuur zaten. Vanaf het begin speelt de sociaaldemocratie een belangrijke rol in het gemeentebestuur met namen als Wibaut, De Miranda en Schaefer en burgemeesters als d'Ailly, Van Hall, Polak en Van Thijn. Ook links van de SDAP en PvdA zijn er relatief veel kiezers, verdeeld over meerdere partijen en het anarchistisch gedachtegoed (Domela rond 1900, Provo in de jaren zestig) is ook meestal vertegenwoordigd. Het stadsbestuur vaart soms een eigenzinnige koers ten opzichte van de rest van Nederland, wat heeft geleid tot de uitdrukking 'Republiek Amsterdam'.
Amsterdam heeft een traditie van tolerantie. Deze is geworteld in de noodzaak nieuwe bewoners van het platteland, uit andere steden en andere landen toe te laten om verzekerd te zijn van voldoende arbeidskracht, kennis, innovatie, geld etc. Zo lieten de regenten in de 17e en 18e eeuw katholieken, lutheranen en andere protestanten, joden en vrijdenkers een voor die tijd ongekende ruimte, met een bijbehorende vrijheid van drukpers. Golven van immigranten hebben zich mede daarom in Amsterdam gevestigd.

### Heraldiek

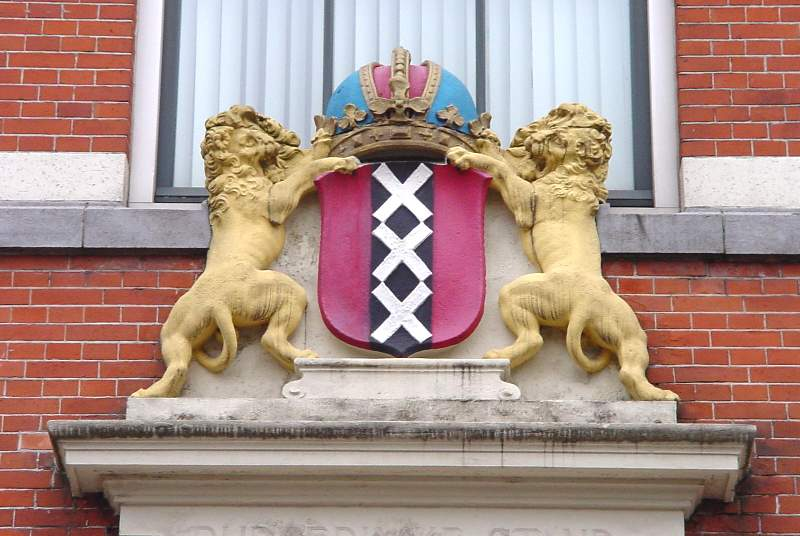
Het wapen van Amsterdam met de blauwe Keizerskroon.

Het wapen van Amsterdam bestaat uit drie andreaskruisen, die verticaal onder elkaar staan. Ditzelfde vindt men terug op de Amsterdamse vlag, maar dan horizontaal. De vlag stond vroeger ook wel bekend als het "Driekruis Rood". Als oorsprong van het wapen van Amsterdam wordt door historici het wapen van de familie Persijn genoemd. Jan Persijn was heer van 'Amstelledamme' van 1280 tot 1282. Na de Tweede Wereldoorlog werd, als hulde aan het verzet van Amsterdammers, het devies 'Heldhaftig, Vastberaden, Barmhartig' aan het wapen toegevoegd, met koninklijke toestemming van toenmalig koningin Wilhelmina in 1946.

### Onderscheidingen
Het gemeentebestuur van Amsterdam kan aan verdienstelijke personen en organisaties onder andere de volgende onderscheidingen toekennen:
- De Medaille van de Stad Amsterdam is de hoogste onderscheiding en heeft drie graden: goud, zilver en brons.
- De Frans Banninck Cocqpenning wordt uitgereikt aan Amsterdammers die zich gedurende minstens tien jaar bijzonder verdienstelijk hebben gemaakt voor de stad. Deze penning is ingesteld op 29 oktober 1996 en is vernoemd naar de 17e-eeuwse burgemeester Frans Banninck Cocq. Hij is onder meer uitgereikt aan Frank de Boer, Jos Brink, Drs. P, André van Duin, Herman van Veen, Jeroen Krabbé, Coos Huijsen en Liesbeth List.
- De Andreaspenning kan worden uitgereikt aan personen die voor de stad prestaties met een landelijke uitstraling hebben verricht op het gebied van sport, wetenschap, journalistiek, kunst, politiek, economie, media, onderwijs of musea. De penning kan ook worden verleend aan personen die zich minimaal tien jaar als vrijwilliger voor een stichting of vereniging met een maatschappelijk doel hebben ingezet.
- De Jubileumpenning van de stad kan worden toegekend wanneer een Amsterdamse vereniging, stichting of andersoortige organisatie een jubileum (vanaf 50 jaar) viert.
- Het Ereteken van Verdienste van de stad Amsterdam is een onderscheiding die wordt uitgereikt aan personen die zich gedurende 25 jaar hebben ingezet voor een Amsterdamse vereniging, stichting of instelling.

### Aangrenzende gemeenten (en plaatsen)
- Zaanstad (Zaandam)
- Oostzaan
- Landsmeer
- Waterland (Het Schouw, Broek in Waterland en Uitdam)
- Diemen
- Almere (IJmeer)
- Gooise Meren (Muiden en Naarden)
- Stichtse Vecht (Nigtevecht)
- Wijdemeren (Hinderdam en Ankeveen)
- Hilversum (Hilversumse Meent)
- De Ronde Venen (Abcoude)
- Ouder-Amstel (Duivendrecht en Ouderkerk aan de Amstel)
- Amstelveen
- Haarlemmermeer (Badhoevedorp, Lijnden, Zwanenburg (Ringvaart), Halfweg en Haarlemmerliede en Spaarnwoude)

### Stedenbanden
Amsterdam had in 2014 stedenbanden met de volgende steden:
- Athene (Griekenland)
- Berlijn (Duitsland)
- Boston (Verenigde Staten)
- Brussel (België)
- Caïro (Egypte)
- Casablanca (Marokko)
- Chisinau (Moldavië)
- Gizeh (Egypte)
- Hanoi (Vietnam)
- Istanboel (Turkije)
- İzmit (Turkije)
- Larache (Marokko)
- Londen (Verenigd Koninkrijk)
- Mumbai (India)
- New York (Verenigde Staten)
- Parijs (Frankrijk)
- Peking (China)
- San Francisco (Verenigde Staten)
- São Paulo (Brazilië)
- Seoel (Zuid-Korea)
- Shenzhen (China)
- Şişli (Turkije)
- Stockholm (Zweden)
- Tanger (Marokko)
- Tokio (Japan)

Ook wordt internationaal samengewerkt met:
- Curaçao
- Sint Maarten
- Zapopan (Mexico)[37]

### Regionale indeling
Amsterdam is in ten minste 20 regionale samenwerkingen vertegenwoordigd, die elk een andere samenstelling hebben.

## Economie en werk

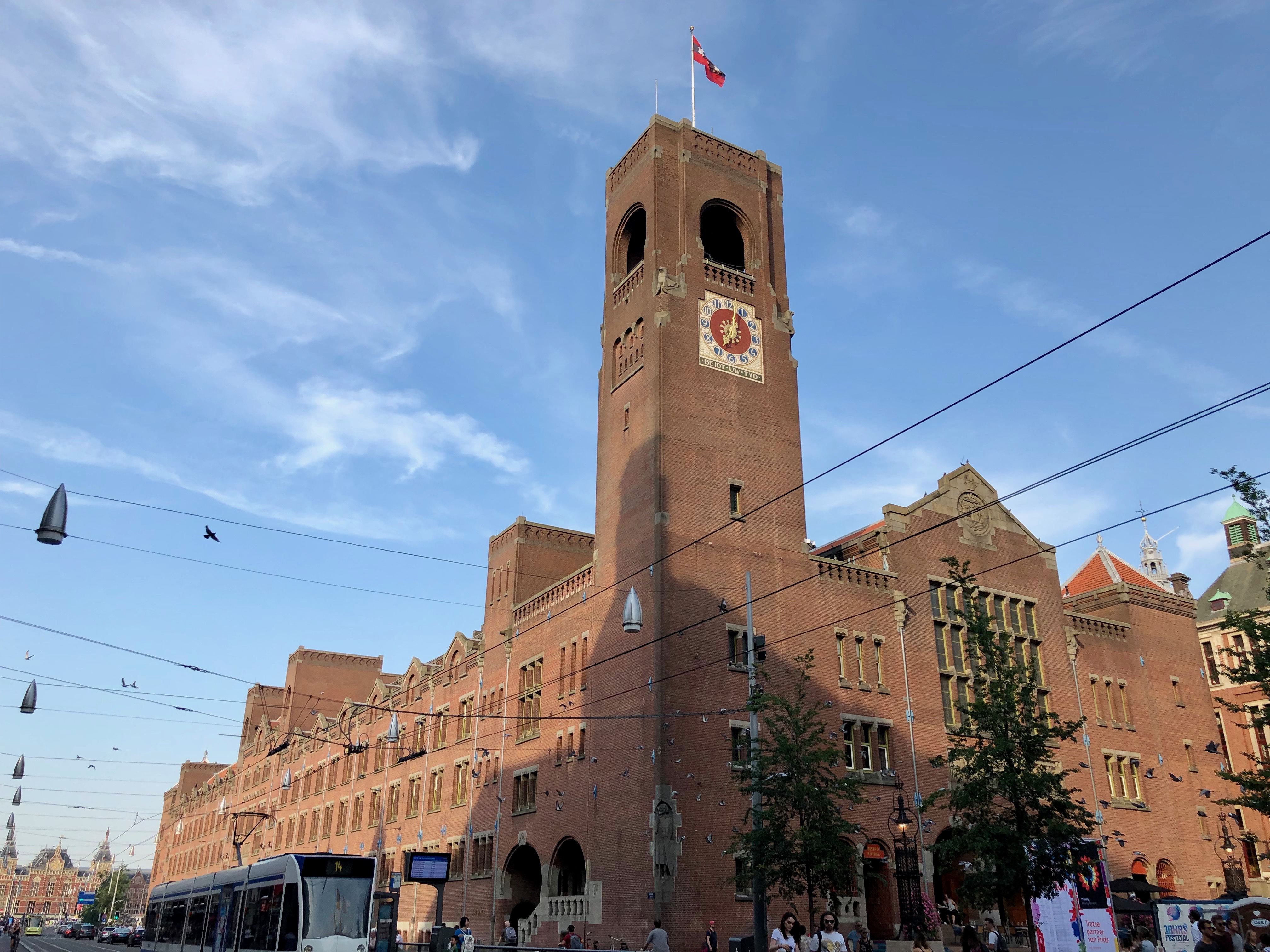
De Beurs van Berlage met Damrak

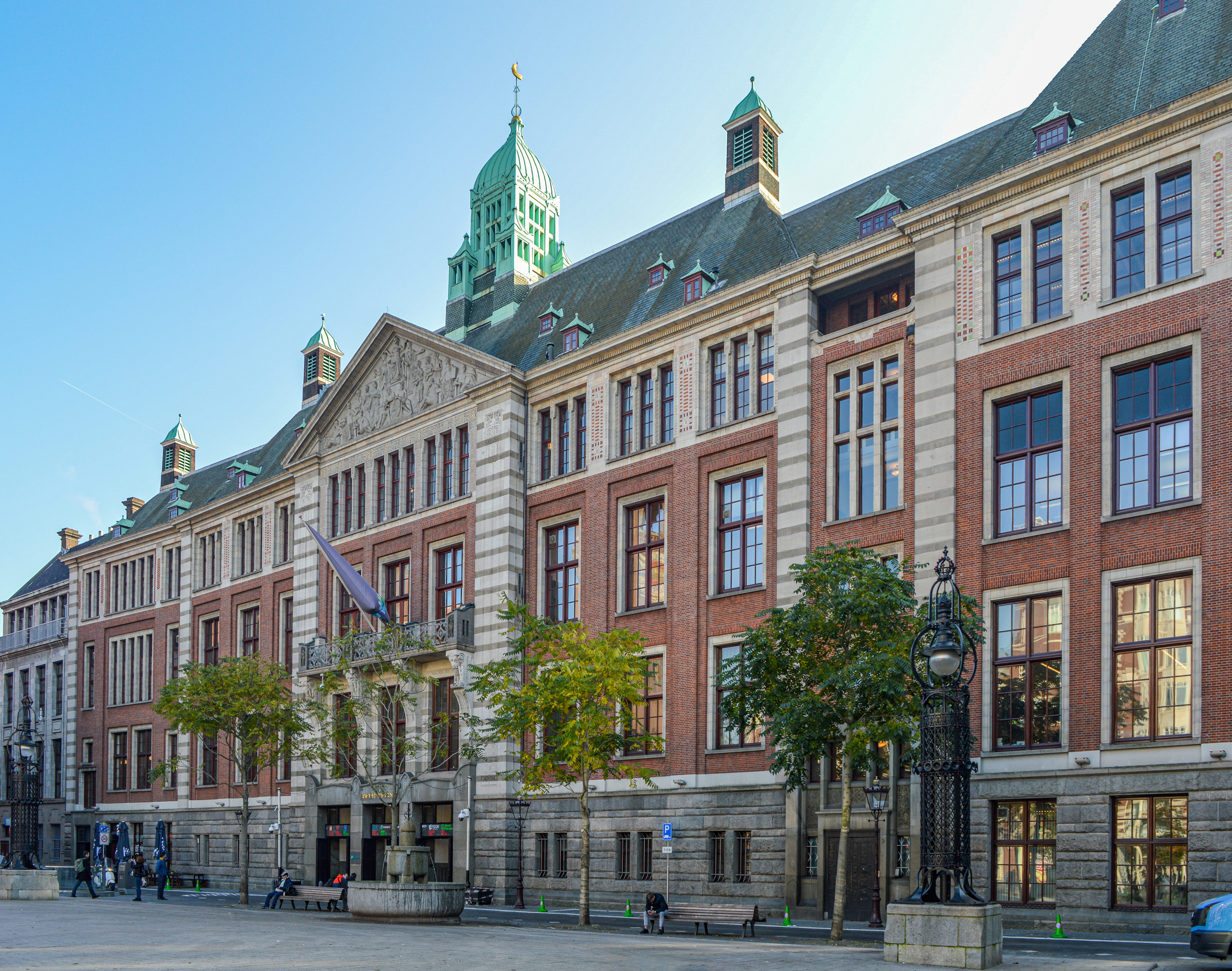
De effectenbeurs (Euronext)

### Bedrijvigheid
Het algemene beeld dat van Amsterdam geldt is dat van een handelsstad. Al in de Gouden Eeuw ging dat niet zonder industrie (scheepsbouw, bierbrouwerij, touwslagerij, houtzagerij), zakelijke diensten (beurs, verzekeringen, bankwezen), communicatie (uitgeverijen, drukkerijen), wetenschap (Atheneum Illustre, kennisinstituten) en gelegenheidsdiensten (kroegen, theaters en restaurants).
Het is vooral die economische diversiteit die al eeuwenlang de economische kracht van Amsterdam vormt. De ontvankelijkheid voor nieuwigheden (economisch en cultureel klimaat) heeft ervoor gezorgd dat Amsterdam de boot van de nieuwe technologie niet heeft gemist en inmiddels een van de wereldhoofdsteden van de ICT-economie is. Heel passend in de Amsterdamse context gaat dat overigens meer over 'toepassing' dan over 'techniek'.
De creatieve klasse speelt een belangrijke rol in de voortdurende vernieuwing van de Amsterdamse economie. Zij zou dat niet kunnen zonder steun van gelegenheidsdiensten en omringende traditionele dienstverlening.
Amsterdam gold in 2008 als de op vijf na belangrijkste zakenstad van Europa, na Londen, Parijs, Frankfurt, Brussel en Barcelona. Op de ranglijst van de duurste steden ter wereld stond Amsterdam in 2008 op de 25e plaats volgens de jaarlijkse Cost of Living Survey uitgevoerd door Mercer Human Resource Consulting, dezelfde plaats als in 2007.
De stad profiteerde zeer van de vlucht van grote bedrijven uit Londen door de brexit. Dit leidde tot een sterke toename van de transacties op de Amsterdamse beurzen, zodat deze de activiteit in Londen konden overtreffen (in januari 2021 9,2 miljard euro, tegenover 8,6 miljard in Londen).
De economische activiteiten in Amsterdam concentreren zich in het stadscentrum, waar ruim 80.000 mensen een baan hebben. Vooral advocatenkantoren en banken hebben een vestiging in de grachtengordel of in Amsterdam-Zuid. Er is een tendens waarneembaar van een verschuiving van bedrijven naar perifere locaties als de omgeving van station Sloterdijk, de omgeving van de Johan Cruijff ArenA, nabij het Amstelstation en de Zuidas. Deze gebieden worden gekenmerkt door hoogbouw. De Zuidas moet uitgroeien tot het tweede centrum van de stad en het nieuwe zakelijk gezicht van Nederland.

### Kleinhandel

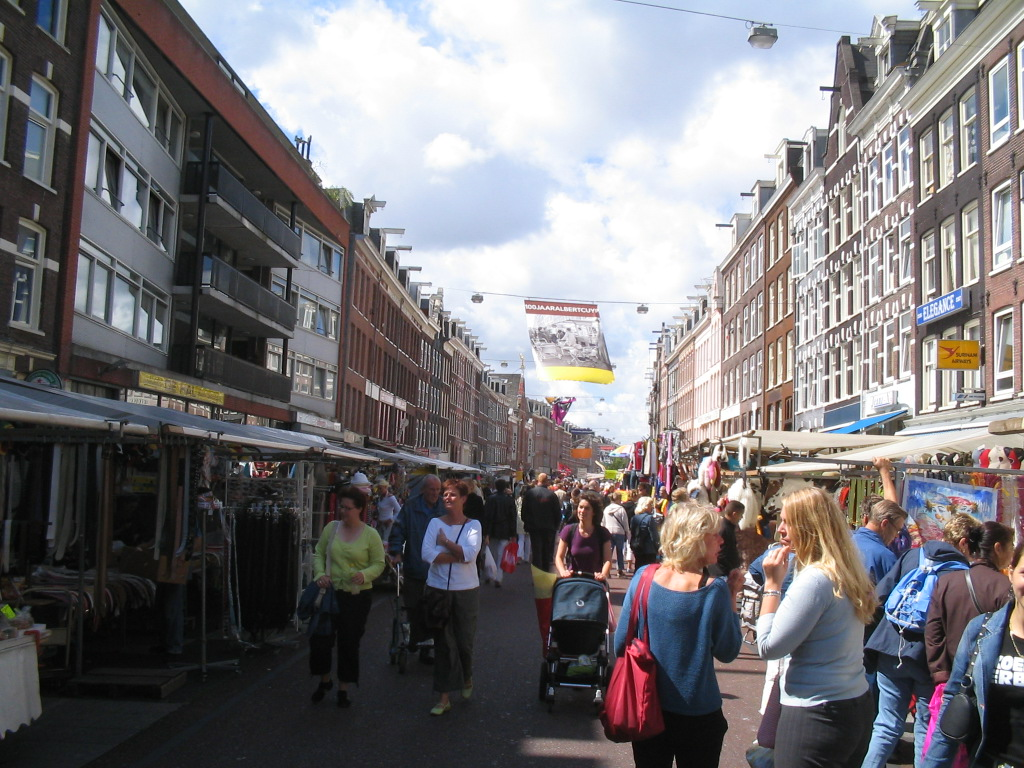
Albert Cuypmarkt

Veel mensen komen naar Amsterdam om te winkelen, vooral in Amsterdam-Centrum met de bekende Kalverstraat, Nieuwendijk, Leidsestraat, Utrechtsestraat, Magna Plaza en de Negen Straatjes. Verder zijn er verspreid over de stad diverse winkelcentra.
Winkelen in de Kalverstraat is een populair uitje voor mensen van buiten Amsterdam. Vooral op de wekelijkse koopzondag in de binnenstad is de toestroom erg groot. Wekelijks passeren meer dan 900.000 mensen de Kalverstraat. Hierdoor is het de drukste straat van Nederland. De straat wordt gekenmerkt door de populaire winkelketens. De hoge huurprijzen zorgen ervoor dat de stad in 2007 op een (met de Karl Johan Gate in Oslo gedeelde) 21e plaats van duurste winkelstraten ter wereld stond.
In Oud-Zuid bevindt zich de P.C. Hooftstraat, bekend als een van de duurste winkelstraten van Nederland. Er zijn tientallen wereldmerken te vinden in de dure boetieks als Louis Vuitton, Cartier, Chanel en Gucci. Er bestaat blijvend interesse vanuit andere buitenlandse luxemerken om naar Amsterdam te komen, maar velen van hen willen per se in deze betrekkelijk korte straat waardoor een 'wachtlijst' is ontstaan. Wel valt waar te nemen dat de ontwikkeling van de omgeving van de P.C. Hooftstraat in de lift zit.
Er zijn 33 weekmarkten in Amsterdam. Bovendien zijn er enkele dagmarkten, zoals de Albert Cuypmarkt, de Dappermarkt, de Waterloopleinmarkt, de Noordermarkt en de Bloemenmarkt aan het Singel. Op Koningsdag vindt de bekende vrijmarkt plaats.

### Toerisme
Het toerisme in Amsterdam is belangrijk voor de stad; met 5 miljoen bezoekers (2015) is het de op vier na vaakst bezochte stad van Europa. Ook komen er jaarlijks een kleine 16 miljoen dagjesmensen naar Amsterdam. In 2016 steeg dit aantal tot 17 miljoen.

De Wallen, de 'rosse buurt' van Amsterdam.

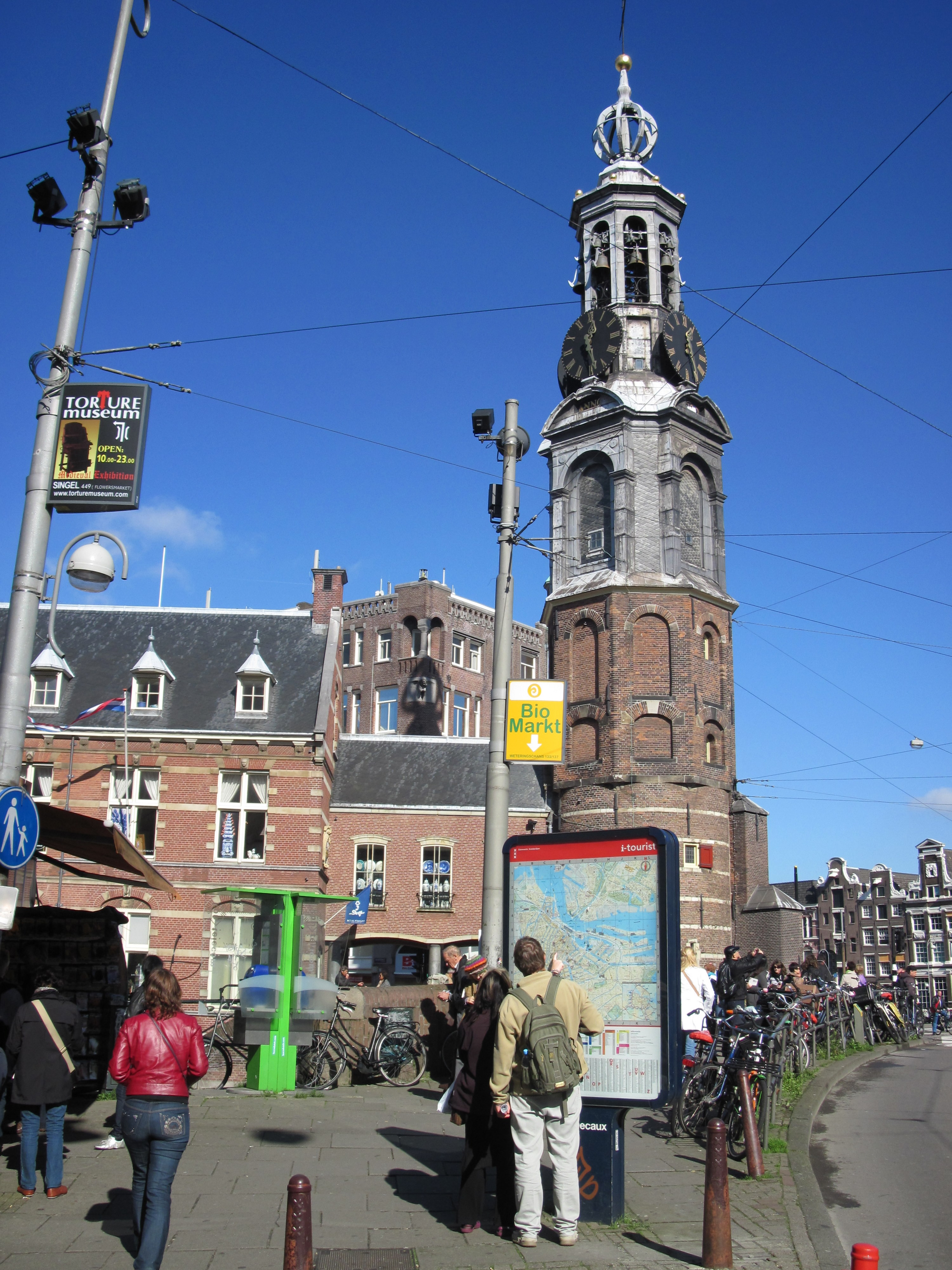
Toeristen bij de Munttoren.

Groei is er ook voor de Amsterdamse musea. Na een decennium waarin diverse musea wegens verbouwingen (gedeeltelijk) gesloten waren, zijn sinds het voorjaar van 2013 alle grote musea weer voor het publiek toegankelijk. Dit heeft zijn weerslag op het aantal bezoekers. Amsterdam ontving in 2014 ruim een half miljoen museumbezoekers meer dan het jaar ervoor, totaal zo'n 12 miljoen. Dit is een verdubbeling ten opzichte van tien jaar daarvoor. In 2016 ontving het Rijksmuseum 2,2 miljoen bezoekers, het Van Gogh Museum 2,1 miljoen bezoekers en het Anne Frank Huis circa 1,3 miljoen bezoekers. Dit zijn tevens de drie drukst bezochte musea in Nederland. Andere druk bezochte musea zijn het EYE Filmmuseum (711 duizend bezoekers), het Stedelijk Museum (650 duizend), NEMO (620 duizend), de Hermitage (meer dan 470 duizend), het Scheepvaartmuseum (292 duizend), het Amsterdam Museum (495 duizend) en het Joods Historisch Museum (325 duizend).

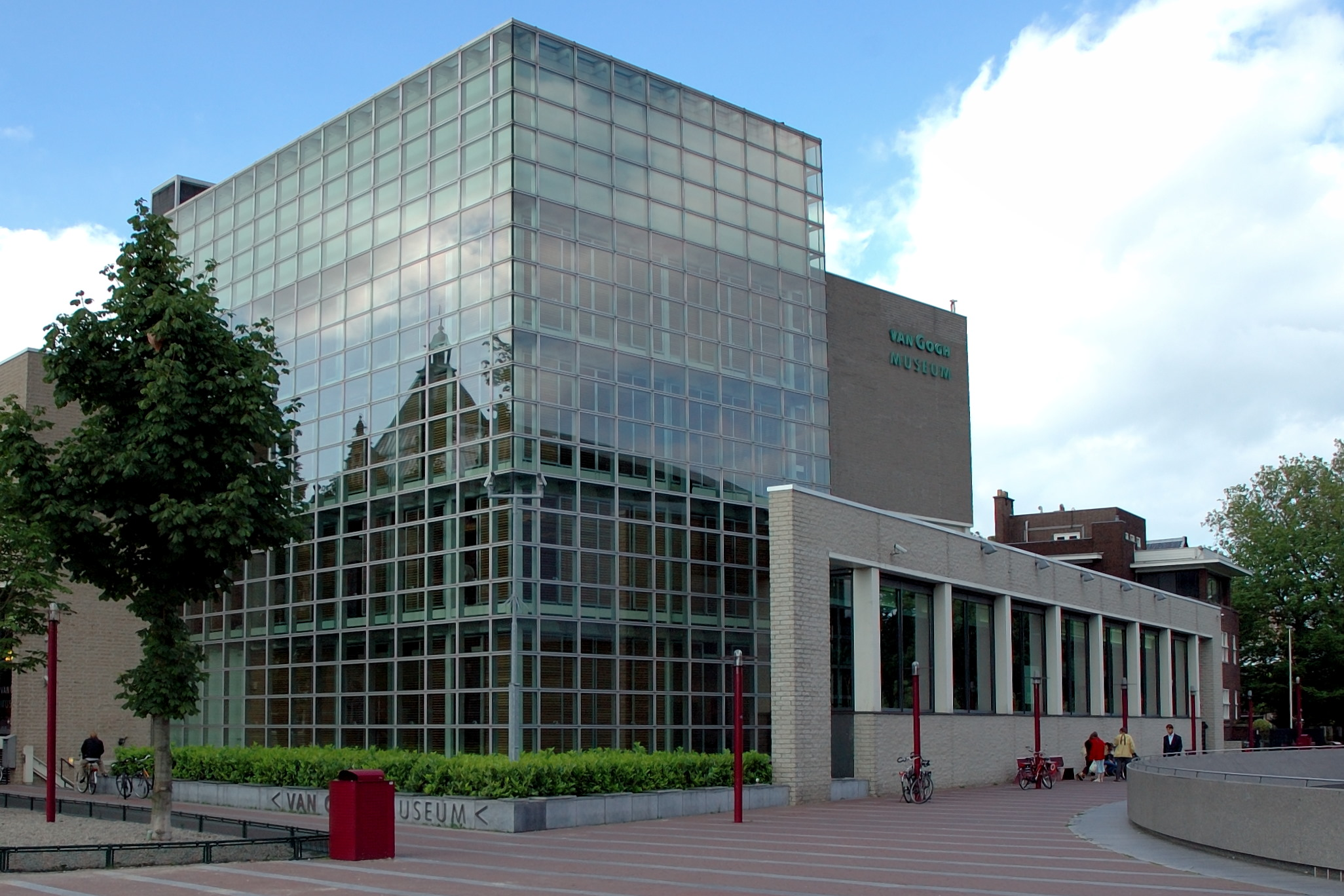
Het Van Gogh Museum, jarenlang het drukstbezochte museum van Amsterdam.

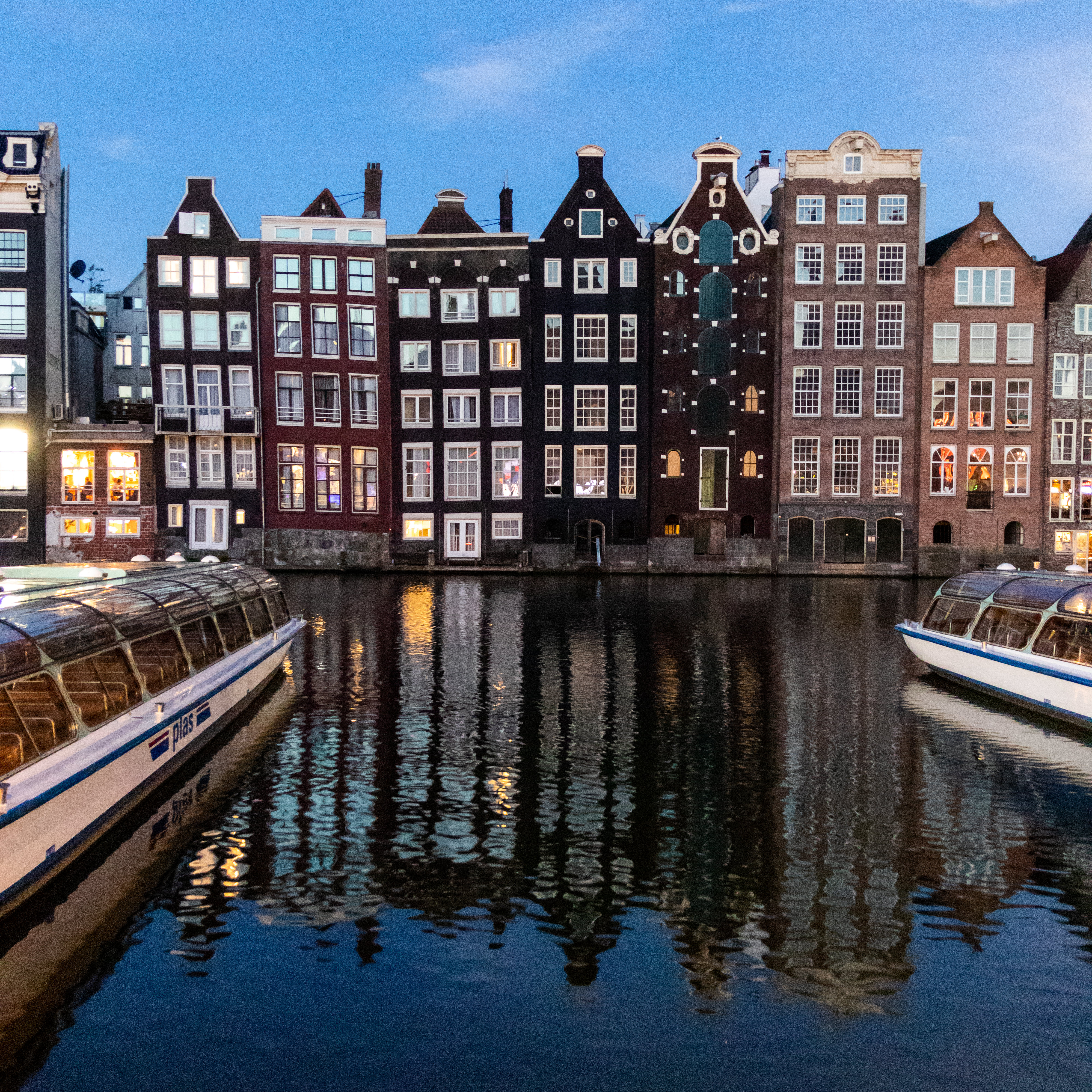
Rondvaartboten, 2018

Andere toeristische trekpleisters blijven populair. De meest bezochte attractie van de stad blijft een tocht per rondvaartboot door de Amsterdamse grachtengordel. Rondvaartboten trokken in 2007 3,2 miljoen bezoekers en scoorden daarmee als tweede op de lijst van de vaakst bezochte attracties van Nederland. De Efteling stond op de eerste plaats, met slechts 35.000 bezoekers meer. Onder de toeristen zijn voorts de vele andere musea, de coffeeshops, de restaurants en de raamprostitutie op de Wallen ('Red Light District') populair.
Tot slot profiteert Amsterdam van de opkomst van andere toeristengroepen. De stad doet het bijvoorbeeld goed als cruisebestemming. Deze sector is snel groeiend. Het toerisme naar de hoofdstad in zijn geheel groeit in economisch gunstige tijden gestaag met enkele procenten per jaar. De toeristenstroom naar Amsterdam bestaat sinds 2000 vooral uit Britten, Chinezen, Duitsers, Amerikanen en Japanners. Er is rond 2014 een trend waarneembaar in het aandeel Zuid-Europese toeristen. Op diverse plaatsen en tijdstippen heeft de toeristendrukte inmiddels de grenzen van het absorptievermogen van de binnenstad bereikt.
De hotelmarkt in Amsterdam groeit gestaag. In 2004 waren er ruim 18.000 hotelkamers met 45.000 bedden beschikbaar. In de regio zijn meer dan 21.000 hotelkamers. Tot 2016 was er een behoefte aan 13.000 hotelkamers meer in de regio. Met de bouw van vooral grote hotels probeert men het kamertekort in de hoofdstad weg te werken. In 2014 waren deze aantallen gestegen tot 413 hotels met ruim 25.000 kamers en circa 55.000 bedden. In de metropoolregio Amsterdam bedragen deze aantallen: 625, 36.000 en 77.000. In 2017 telde Amsterdam 479 hotels met een totale capaciteit van 32.602 kamers en 71.879 bedden.
Volgens critici heeft de grote toevloed van toeristen en dagjesmensen de binnenstad van Amsterdam tot 'openluchtpretpark' gemaakt. Dit wordt door bestuurders niet als wenselijk beschouwd en het heeft meermalen tot actieplannen geleid om de ergste overlast te beperken. Zo zouden toeristen naar andere locaties in de stad moeten worden gelokt, zoals De Pijp, het Centrumgebied Zuidoost en op de lange termijn naar de Zuidas. De gemeente streeft ernaar een grotere groep cultuurtoeristen en liefhebbers van (moderne) architectuur aan te trekken. De 'Wallen-gerelateerde' attracties dienen om die reden zo veel mogelijk geconcentreerd te worden. Zo werd een populair stripcafé aan het Damrak onder druk van de gemeente gesloten en zijn bijna alle grotere seksshops buiten het Wallengebied verplaatst. Ook werden in grote delen van het centrum bierfietsen in 2017 verboden.

## Cultuur

### Musea en kunst in de openbare ruimte

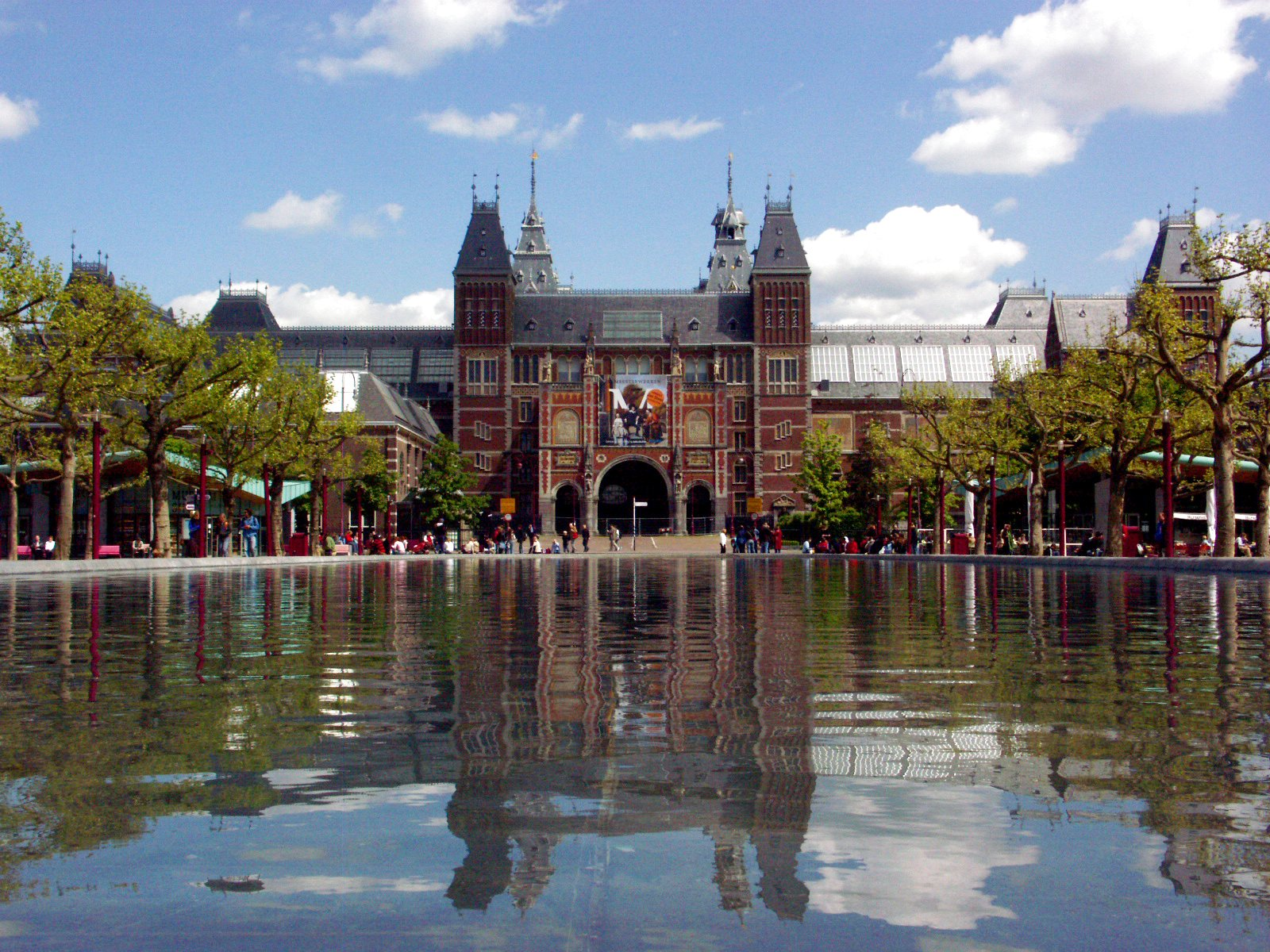
Het Rijksmuseum op het museumplein

Er zijn bijna honderd musea in Amsterdam. De grootste musea liggen aan het Museumplein; dit zijn het Van Gogh Museum, het Rijksmuseum en het Stedelijk Museum. Daarnaast zijn er bijvoorbeeld Het Scheepvaartmuseum, het Wereldmuseum, het Amsterdam Museum, het Joods Historisch Museum en het paleis op de Dam. Andere kleine, beroemde musea zijn het Anne Frank Huis en het Rembrandthuis.
In Amsterdam staan veel kunstwerken in de openbare ruimte. Zie de lijst van beelden in Amsterdam-Centrum, Amsterdam Nieuw-West, Amsterdam-Noord, Amsterdam-Oost, Amsterdam-West, Westpoort, Amsterdam-Zuid en Amsterdam-Zuidoost.

### Film, theater en muziek
In Amsterdam zijn diverse schouwburgen en theaters voor toneel, waaronder het Koninklijk Theater Carré, het DeLaMar, de Stadsschouwburg en het Compagnietheater. Het Nieuwe de la Mar Theater is in 2005 gesloopt, waarna er een nieuwgebouwd theater onder de naam DeLaMar in 2012 werd geopend. Drie bekende cabarettheaters in de stad zijn De Kleine Komedie, Boom Chicago en Toomler.

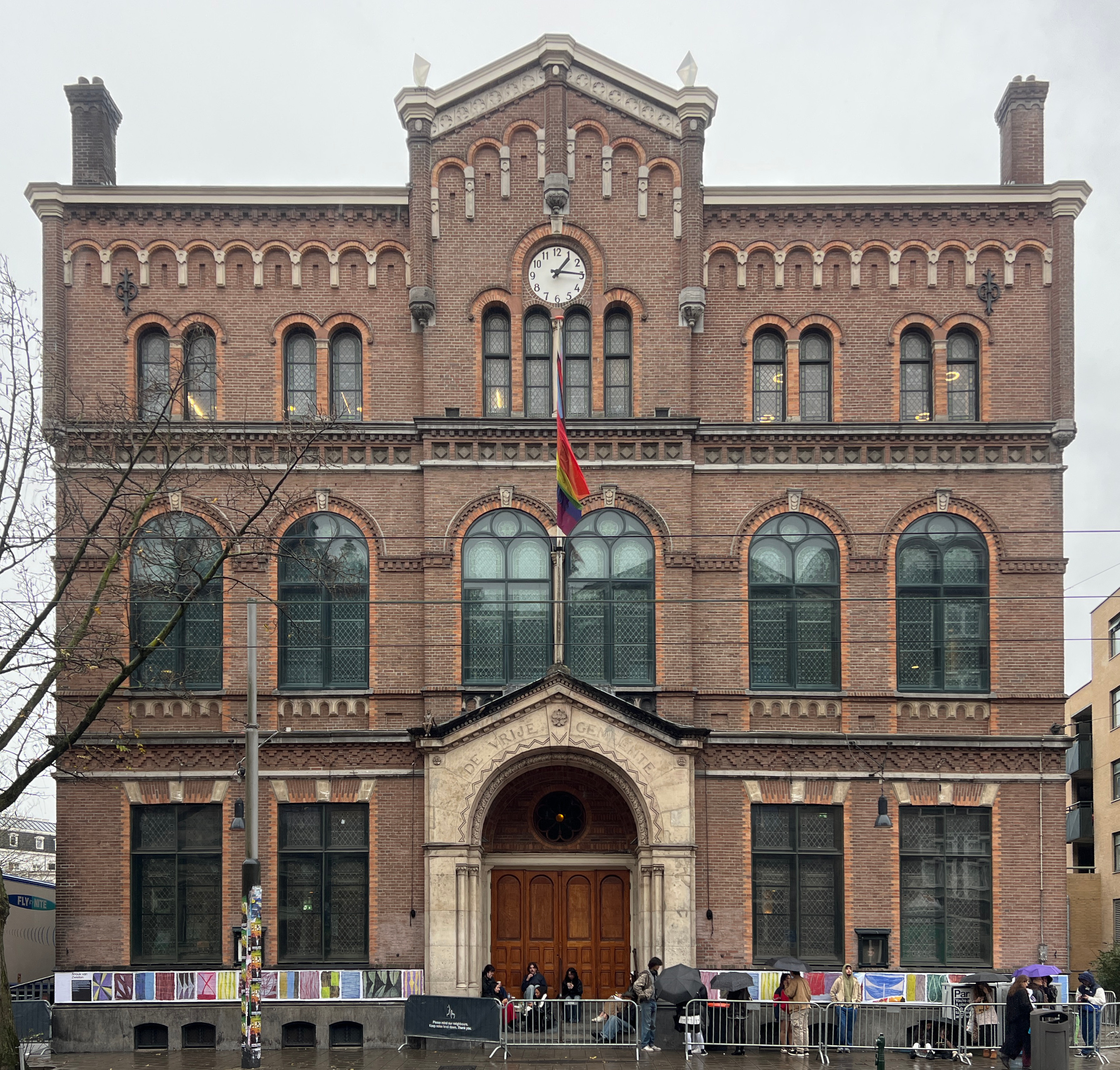
Paradiso, gelegen aan de Weteringschans.

De stad kent ook twee grote concertzalen, namelijk het moderne Muziekgebouw aan 't IJ en het klassieke Concertgebouw aan de Van Baerlestraat. Onder andere het wereldberoemde Koninklijk Concertgebouworkest speelt in het Concertgebouw. In de Stopera huist ook het Muziektheater, de thuisbasis van De Nederlandse Opera en Het Nationale Ballet.
Grote (pop)optredens worden veelal in de AFAS Live (voorheen de Heineken Music Hall), de Johan Cruijff ArenA en Ziggo Dome gehouden. Daarnaast zijn vlak bij het Leidseplein ook de bekende poptempels Paradiso en Melkweg gevestigd, alsmede De Balie en het City Theater. Dat laatste was van 2007 tot 2012 gesloten vanwege een grootscheepse renovatie.
Aan het begin van de 21e eeuw verrees op het terrein van de oude Westergasfabriek een nieuw cultuurpark, waar tegenwoordig vele exposities en optredens plaatsvinden.
In Amsterdam zijn er meerdere filmtheaters en bioscopen, waaronder het Theater Tuschinski, Pathé de Munt, Rialto, Filmtheater de Uitkijk, The Movies, de Filmhallen en EYE Film Instituut Nederland.

### Uitgaansleven

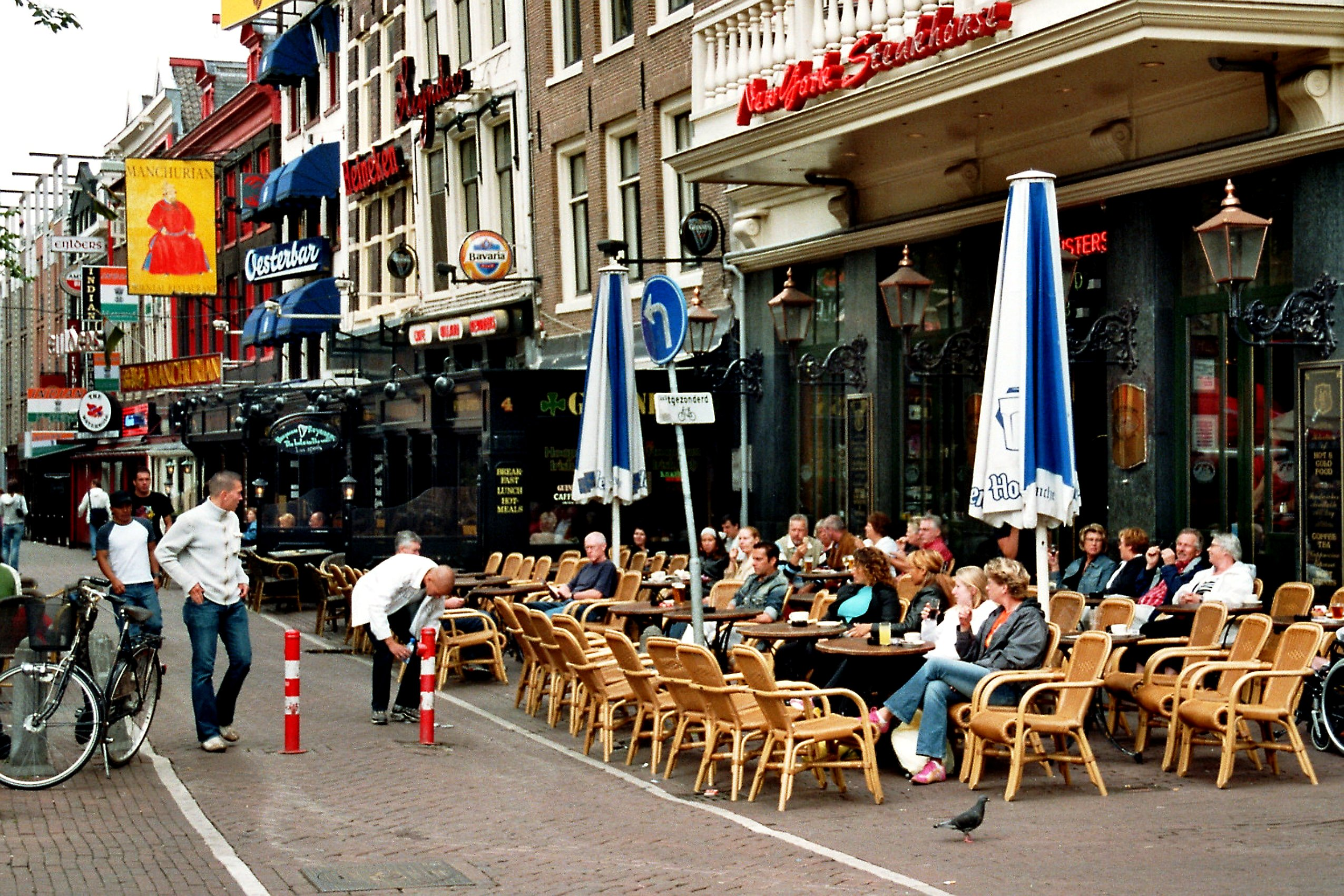
Cafés met terrassen op het Leidseplein

Amsterdam kent een gevarieerd en drukbezocht uitgaansleven. De belangrijkste uitgaanspleinen met terrassen en horecagelegenheden voor zowel Amsterdammers als toeristen zijn het Leidseplein en het Rembrandtplein. In deze omgeving bevinden zich ook de bekendste clubs: Jimmy Woo, Supperclub, Escape, Sugar Factory en Club AIR. Daarnaast zijn er elders in de stad Bitterzoet, ClubNL en Panama. Sinds 2015 hebben onder meer de A'DAM Toren en Radion en De School in stadsdeel West een 24-uursvergunning, die er op initiatief van de Amsterdamse nachtburgemeester gekomen is.
De stad heeft de meeste cafés van Nederland, hoewel het aantal is teruggelopen van 1410 in het jaar 2000 naar 1021 in 2012. Tegelijk maken ouderwetse bruine buurtkroegen plaats voor koffiebars, biercafés, cocktailbars en andere hippe zaken met jonger publiek. De oudste cafés in Amsterdam zijn De Drie Fleschjes, Karpershoek, De Dokter, De Druif en Café Chris. Andere bekende cafés zijn Café Hoppe, Café Américain, Bodega Keijzer, Schiller, Reynders, Mulligans Irish Music Bar, De Jaren en The Three Sisters.
Tegenover het dalende aantal cafés staat een sinds 2010 sterk stijgend aantal restaurants, niet alleen in het centrum maar ook in de omliggende stadsdelen, vaak gericht op een jonger publiek (zoals hipsters) en met een hogere kwaliteit voedsel. Daarnaast blijven veel restaurants gericht op (het toenemend aantal) toeristen en heeft Amsterdam de meeste zaken die met Michelinsterren onderscheiden zijn, zoals Yamazato, &samhoud places, Ciel Bleu en Librije's Zusje. Nieuwe vormen van uit eten gaan zijn een food market zoals in De Hallen en een festival als Rollende Keukens.
Sinds de jaren vijftig kent Amsterdam relatief veel homo-uitgaansgelegenheden. Hoewel hun aantal vanaf 2010 sterk is afgenomen zijn ze nog steeds geconcentreerd in en rond de Reguliersdwarsstraat, de Kerkstraat, de Amstel, de Spuistraat en de Zeedijk. Bars voor homomannen met een leerfetisjisme waren vanouds met name te vinden in de Warmoesstraat en sinds 2004 is er een circuit party onder de naam Rapido. Een bekend café voor lesbische vrouwen was Vivelavie en café Saarein is dat na ruim 40 jaar nog steeds.
Amsterdam staat bekend om de vele coffeeshops, al is hun aantal aanzienlijk teruggelopen: van rond de 400 in 1995 naar 187 in 2014. In 2015 zouden nog eens 70 coffeeshops gesloten worden, hetgeen burgemeester Van der Laan met minister Opstelten had afgesproken om te voorkomen dat in Amsterdam de wietpas zou worden ingevoerd. Enkele bekende coffeeshops zijn Mellow Yellow, The Bulldog, Abraxas en de Dampkring.

### Evenementen

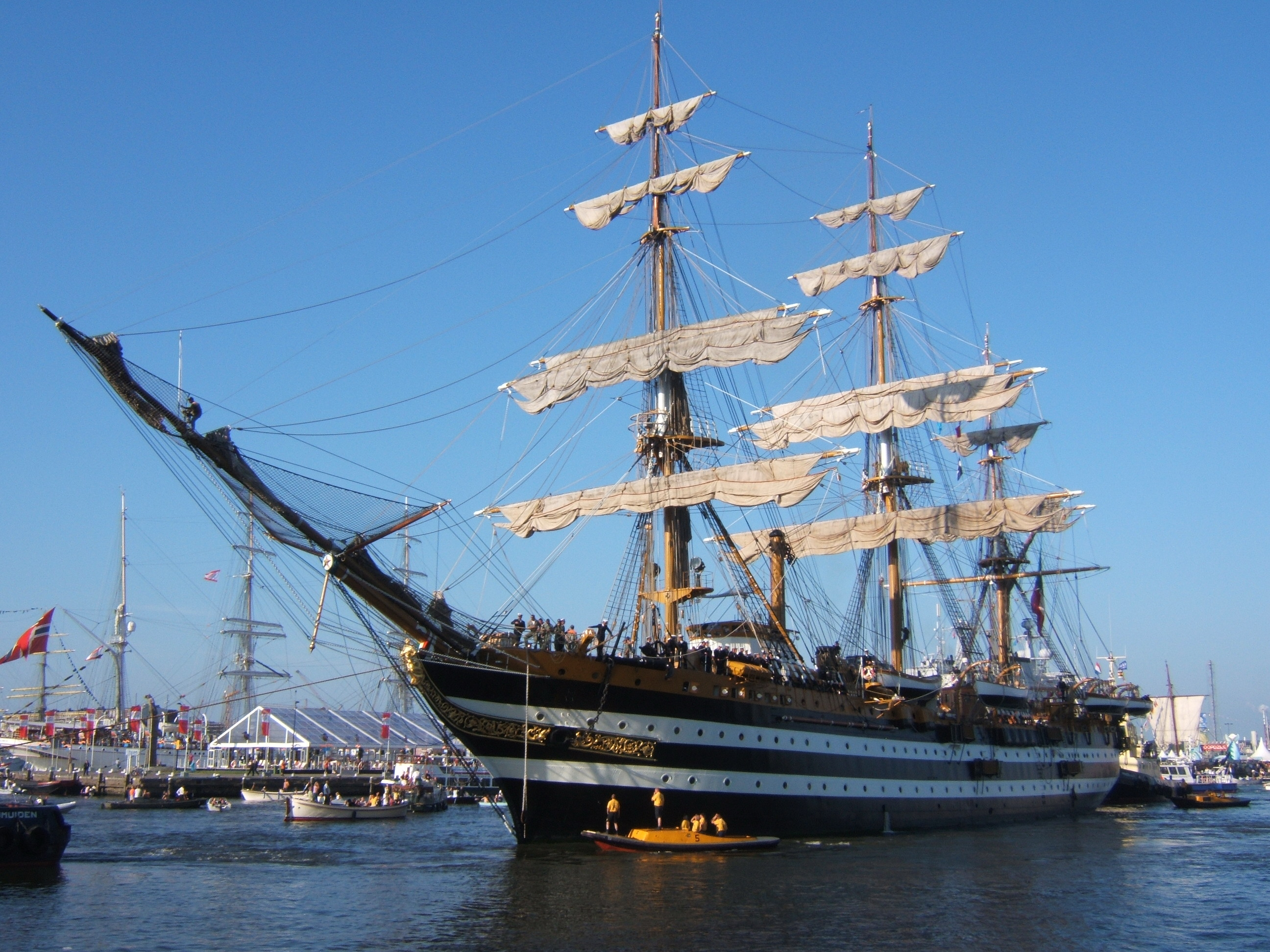
Amerigo Vespucci tijdens Sail Amsterdam

In 2007 werden in Amsterdam meer dan 140 evenementen georganiseerd. Enkele bekende lokale evenementen zijn in maart de religieuze Stille Omgang, het Holland Festival voor de kunsten in juni, de Pride Amsterdam, een lgbtiq-evenement in augustus waar de bekende botenparade door de grachten onderdeel van is. In 2016 viel dit evenement samen met de EuroPride, die ook in 1994 in Amsterdam gehouden was. Later in augustus is er het Grachtenfestival Amsterdam (waarvan het Prinsengrachtconcert een van de meer dan 250 concerten is) en de driedaagse Uitmarkt.
Eveneens in augustus vindt iedere vijf jaar Sail Amsterdam plaats (eerstvolgende in 2025). Over het IJ Festival is een jaarlijks terugkomend evenement, startend op de eerste donderdag in juli. Medio oktober vindt het Amsterdam Dance Event (ADE) plaats, het grootste festival voor elektronische muziek ter wereld. In november wordt Sinterklaas verwelkomd en is er het International Documentary Film Festival Amsterdam (IDFA). In december is er het Amsterdam Light Festival met verlichte objecten langs de grachten.
Koningsdag wordt in Amsterdam uitbundig gevierd, met een kermis op de Dam (tot 2017) en een grote vrijmarkt. Tijdens de Nationale Dodenherdenking op 4 mei worden kransen gelegd bij het Nationaal Monument op de Dam en vele andere herdenkingsmonumenten in de stad.
Erg populair zijn ook de uiteenlopende muziekfestivals die op vele locaties in de stad gehouden worden: hun aantal steeg van 69 in 2012 naar 91 in 2013. In 2016 telde Amsterdam in totaal 195 festivals, waarvan 125 muziekfestivals. Het aantal foodfestivals, die met name in de zomer rondom allerlei soorten eten en drinken worden gehouden, was binnen drie jaar naar 28 gestegen. Daarnaast waren er in 2016 nog 42 filmfestivals, die vooral in het voor- en najaar populair zijn en waarvan ongeveer de helft niet ouder dan 5 jaar is. Onder meer door klachten van omwonenden, minder geschikte locaties en strengere regelgeving daalde het aantal muziekfestivals van 133 in 2016 naar 100 in 2018. Het aantal foodfestivals liep terug van 32 naar 24.

### Sport

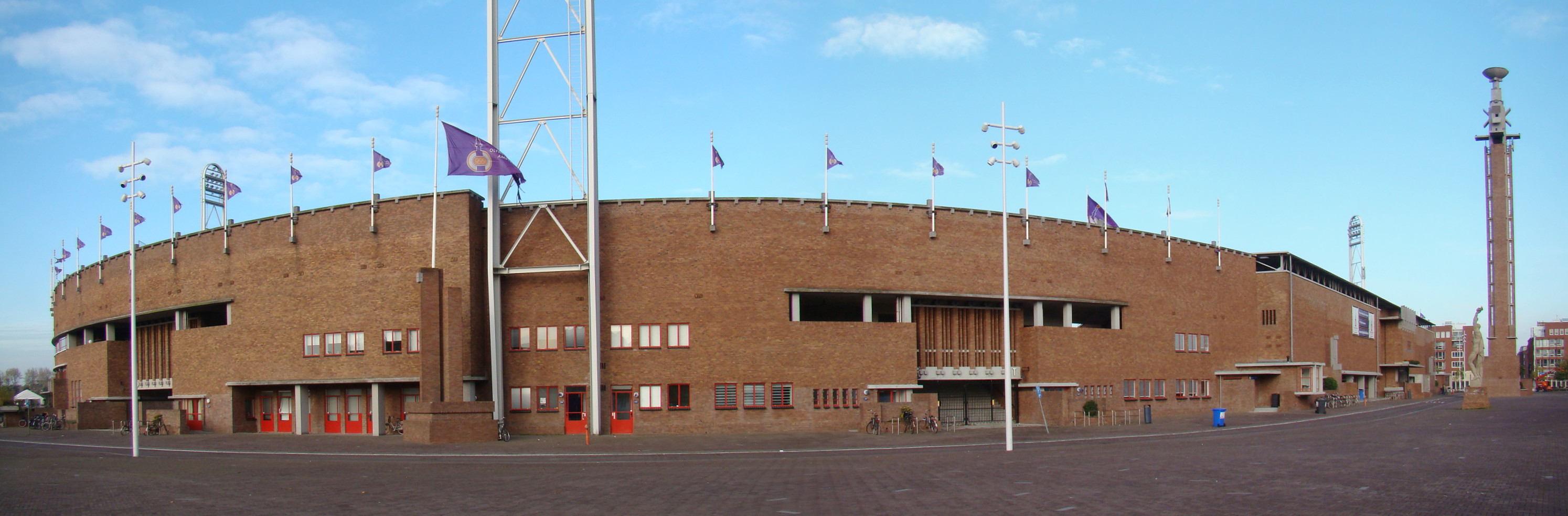
Het Olympisch Stadion.

Amsterdam telt een aantal grote sportclubs. Het bekendst is de voetbalclub AFC Ajax, die onder meer 36 landstitels en vier Europa Cups 1 op zijn naam heeft staan. De thuishaven van de Eredivisieclub is de Johan Cruijff ArenA, die in 1996 het stadion De Meer verving en met een capaciteit van 55.500 het grootste stadion van Nederland is. Met dit stadion was Amsterdam speelstad bij het EK voetbal van 2000 en 2020 (gespeeld in 2021). Onder meer het ijshockeyteam Amstel Tijgers, het honkbalteam Amsterdam Pirates, het basketbalteam BC Apollo en de hockeyteams Amsterdamsche H&BC en Pinoké komen eveneens uit op het hoogste niveau binnen hun sporttak, evenals de americanfootballteams Amsterdam Crusaders en Amsterdam Panthers. Americanfootballteam Amsterdam Admirals deed vanaf de oprichting in 1995 mee aan de NFL Europe, maar hield bij de opheffing van die competitie in 2007 op te bestaan.
Amsterdam was de gastheer van de Olympische Zomerspelen 1928, de enige editie van de Olympische Spelen die ooit in Nederland plaatsvond. Het voor deze Spelen gerealiseerde Olympisch Stadion werd in 2000 gerestaureerd en doet onder meer dienst als start en finish van de marathon van Amsterdam, die jaarlijks in oktober wordt georganiseerd. Andere terugkerende sportevenementen zijn de Dam tot Damloop, de roeiwedstrijd Head of the River Amstel en de Zesdaagse van Amsterdam voor baanwielrenners. De stad fungeerde in 1954 als startplaats van de Ronde van Frankrijk en in 2010 als startplaats van de Ronde van Italië. In 1998 vond in Amsterdam de vijfde editie van de Gay Games plaats.

### Media

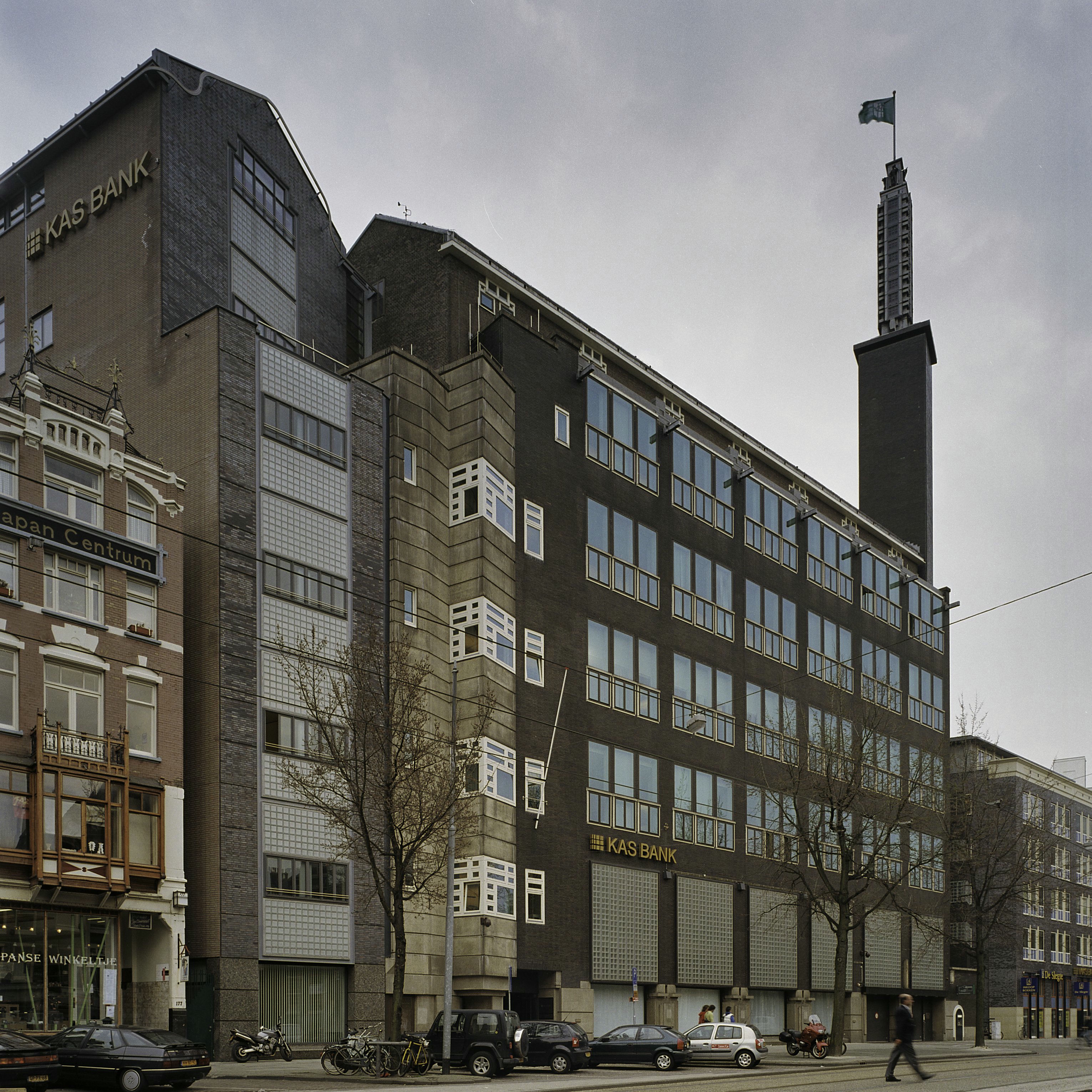
Het (voormalige) Telegraafgebouw aan de Nieuwezijds Voorburgwal.

Het Parool, opgericht tijdens de Tweede Wereldoorlog als verzetskrant, is een landelijk verschijnend dagblad, maar met de nadruk op Amsterdam; de oplage lag anno 2016 tussen de 60.000 en 80.000. In 2020 had Het Parool doordeweeks een gedrukte oplage van ongeveer 45.000 exemplaren en op zaterdag van 95.000. De website werd dagelijks zo'n 300.000 keer bezocht.
De Courant/Nieuws van de Dag was tot 1998 een andere op Amsterdam gerichte krant en kopblad van  De Telegraaf een Amsterdamse krant met (volgens HOI, Instituut voor Media Auditing) een totaal betaalde gerichte oplage van 353.000 exemplaren (2018). Begin deze eeuw was de oplage nog iets meer dan 800.000.
De Volkskrant is in Amsterdam-Duivendrecht gevestigd met in 2017 een oplage 210.685 evenals het  dagblad Trouw met een oplage van 86.659 (2017) en Het Parool.
Het Algemeen Handelsblad, waar later het NRC Handelsblad (te Rotterdam) uit voortkwam, werd opgericht in Amsterdam (en is in december 2012 daar teruggekeerd). Met een oplage van ongeveer 200.000 exemplaren is de NRC de op drie na grootste betaalde krant van Nederland, na De Telegraaf, het Algemeen Dagblad en de Volkskrant.
Verder is De Groene Amsterdammer een Amsterdams weekblad.
AT5 (Amstel Televisie 5) is de lokale televisiezender. De zender bestaat sinds 1992 en heeft een aantal later landelijk bekende televisiepersoonlijkheden voortgebracht, onder wie Sacha de Boer, Saïda Maggé, Matthijs van Nieuwkerk en Rik van de Westelaken. De lokale zendgemachtigde is SALTO Omroep Amsterdam, waar onder meer FunX en MVS Gaystation op uitzenden. Tot 2017 deed AmsterdamFM dat ook, maar die cultuurzender is sinds 2018 alleen nog online te beluisteren.
Verder hebben RTV Noord-Holland, Talpa TV (voorheen SBS Broadcasting BV), Endemol, ViacomCBS Networks International Benelux (voorheen MTV Networks Benelux), IDTV en diverse kleinere productiemaatschappijen in Amsterdam hun (hoofd)vestiging. Qua landelijke radio is Qmusic gevestigd te Amsterdam.
In de Desmet Studio's en Studio Plantage (tot 2012), beide in de Plantagebuurt, worden/werden verscheidene landelijk uitgezonden televisie- en radioprogramma's opgenomen. Daarnaast zijn er televisieopnamen op het terrein van Westergasfabriek en sinds 2014 in het Vondelparkpaviljoen.
De Amsterdam Internet Exchange (AMS-IX) is het grootste internetknooppunt van Nederland en een van de grootste ter wereld.

## Onderwijs

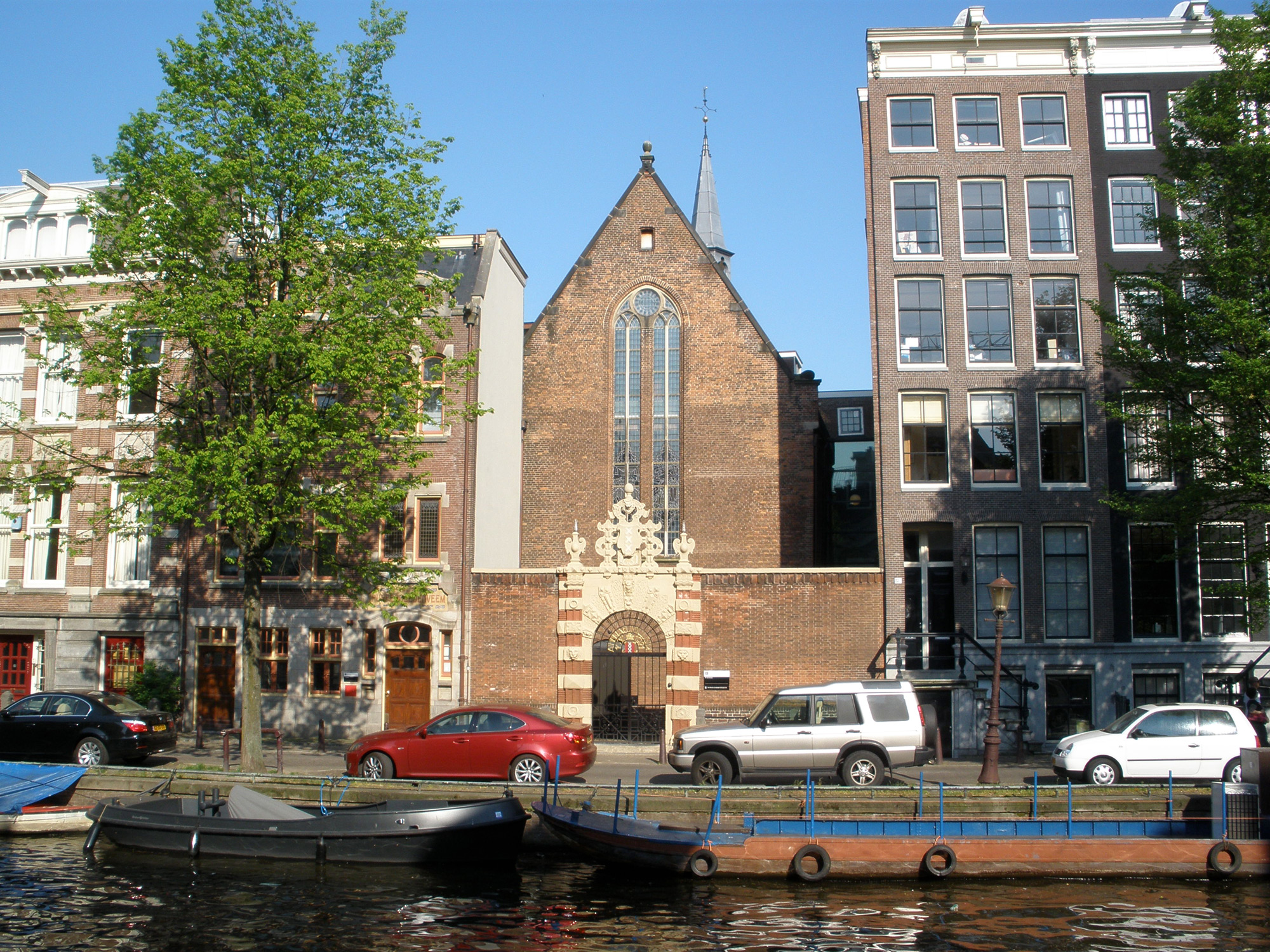
De Agnietenkapel, bakermat van de Universiteit van Amsterdam

Amsterdam telt twee universiteiten: de Universiteit van Amsterdam (UvA) met ongeveer 28.000 studenten en de Vrije Universiteit, vaak kortweg "VU" genoemd, met ongeveer 19.000 studenten. De faculteiten van de UvA zijn verspreid over de binnenstad van Amsterdam gevestigd, terwijl het complex van de VU aan de De Boelelaan in Buitenveldert huist. Beide universiteiten hebben erkende medische centra, de UvA het Academisch Medisch Centrum en de VU het VU medisch centrum. Op de campus van de VU is verder ook het Academisch Centrum Tandheelkunde Amsterdam of kortweg ACTA gevestigd, waar beide universiteiten gezamenlijk de faculteit tandheelkunde hebben gevestigd.
Verder is er een groot aantal instellingen voor hoger beroepsonderwijs (hbo), waaronder de Gerrit Rietveld Academie, de Hogeschool van Amsterdam, Hogeschool Inholland en de Amsterdamse Hogeschool voor de Kunsten. De Hortus Botanicus van de stad is een van de oudste ter wereld.
Van oudsher telt de stad drie categoriale gymnasia: het Barlaeus Gymnasium in het Centrum, het Vossius Gymnasium en het Sint Ignatiusgymnasium in Oud-Zuid. Daarnaast zijn er in 2005 twee categoriale gymnasia gestart om het tekort aan plaatsen op de bestaande gymnasia te compenseren: Het 4e Gymnasium (Westerpark) en het Cygnus Gymnasium (Oost-Watergraafsmeer).
In 1999 was 48% van de Amsterdamse scholen openbaar. Rooms-katholieke en protestantse scholen hadden allebei een aandeel van 16% in het onderwijsaanbod; verder waren er in dat jaren scholen voor oecumenisch (6%), islamitisch (4%) en overig religieus onderwijs (2%). 8% van de scholen gaf in 1999 algemeen bijzonder onderwijs. Daarnaast zijn er ook particuliere scholen in Amsterdam zoals het Luzac College en het Winford College. Het laatste biedt ook basisonderwijs aan.

## Verkeer en vervoer

### Autoverkeer

Autosnelwegen om Amsterdam en Amsterdamse stadsroutes

Amsterdam ligt in de Randstad en is bereikbaar via diverse autosnelwegen:
- Amsterdam – Hilversum – Amersfoort – Apeldoorn – Deventer – Hengelo – Duitsland
- Amsterdam – Utrecht – 's-Hertogenbosch – Eindhoven – Weert – Geleen – Maastricht – grens met België bij Wezet (Visé)
- Amsterdam – Schiphol – Leiden – Den Haag (aansluiting ) – Delft – Schiedam – Rotterdam – Vlaardingen –Pernis – Hoogvliet (aansluiting )
- Amsterdam – Knooppunt De Hoek (aansluiting A4) via Knooppunt Raasdorp (aansluiting A9) naar Knooppunt Coenplein (A8 en A10).
- Amsterdam – Zaanstad, vanaf Zaanstad via de  ook verbinding met Purmerend – Hoorn – Middenmeer – Afsluitdijk – Sneek – Joure – Heerenveen – Drachten – Groningen – Bad Nieuweschans – Duitsland
- aansluiting A1 (Gaasperdammerweg) – Amstelveen – Haarlem – Beverwijk – Alkmaar
- Ringweg Amsterdam: Amsterdam-Zuid – Amsterdam Bijlmer – Amsterdam-Centrum – Amsterdam-Noord – Amsterdam Westpoort – Amsterdam Sloterdijk – Riekerpolder – Amsterdam-Zuid

De A3 was een geplande weg vanaf de Ringweg Zuid naar Rotterdam. Deze is echter nooit aangelegd. Het hiervoor aangelegde dijklichaam in Buitenveldert is in de jaren tachtig afgegraven en de vrijgekomen ruimte is gebruikt voor woningbouw.
Mede door het groeikernenbeleid en de sterke concentratie van economische activiteiten in de netwerkstad Amsterdam, zijn de snelwegen het dagelijks toneel van files. Er is in de periode na 2005 gewerkt aan een capaciteitsuitbreiding. Zo is de Westrandweg aangelegd en in 2013 geopend, is er een tweede Coentunnel gebouwd, worden de A10-Zuid en Gaasperdammerweg verbreed en is de verbinding naar Almere sterk uitgebreid.
- Verkeersdrukte anno 1928 in het centrum van Amsterdam
- Bioscoopjournaal uit 1964
- De situatie in 1967

### Spoorwegen

Het Centraal Station van Amsterdam is een van de drukste spoorwegstations van Nederland.

De gemeente Amsterdam heeft twaalf spoorwegstations. De stations Amsterdam Centraal, Sloterdijk, Zuid, Amstel en Bijlmer ArenA (gedeeltelijk) hebben een intercity-status. De andere stations zijn Holendrecht, Lelylaan, Muiderpoort, RAI, ArenA (alleen bij evenementen), Science Park en Station Weesp. Naast deze stations worden ook de stations Duivendrecht, Diemen en Diemen Zuid door reizigers van en naar Amsterdam gebruikt, maar deze stations liggen niet in de gemeente Amsterdam.
Vanaf het Centraal Station en de tien andere Amsterdamse spoorwegstations zijn er treindiensten naar vele bestemmingen in Nederland, ook zijn er internationale treindiensten naar België, Duitsland, Frankrijk, Oostenrijk, Zwitserland en het Verenigd Koninkrijk. Het Centraal Station is het vertrekpunt voor de internationale hogesnelheidstreinen ICE en Eurostar.
Het Centraal Station verwerkte in 2009 dagelijks 186.607 in- en uitstappers. In 2018 waren dat er 192.178. Het is daarmee het op een na drukste station van Nederland. In 2018 was dit aantal gestegen tot 192.178. De stations Sloterdijk en Zuid hadden toen respectievelijk 58.800 en 60.819 in- en uitstappers.

### Luchtvaart

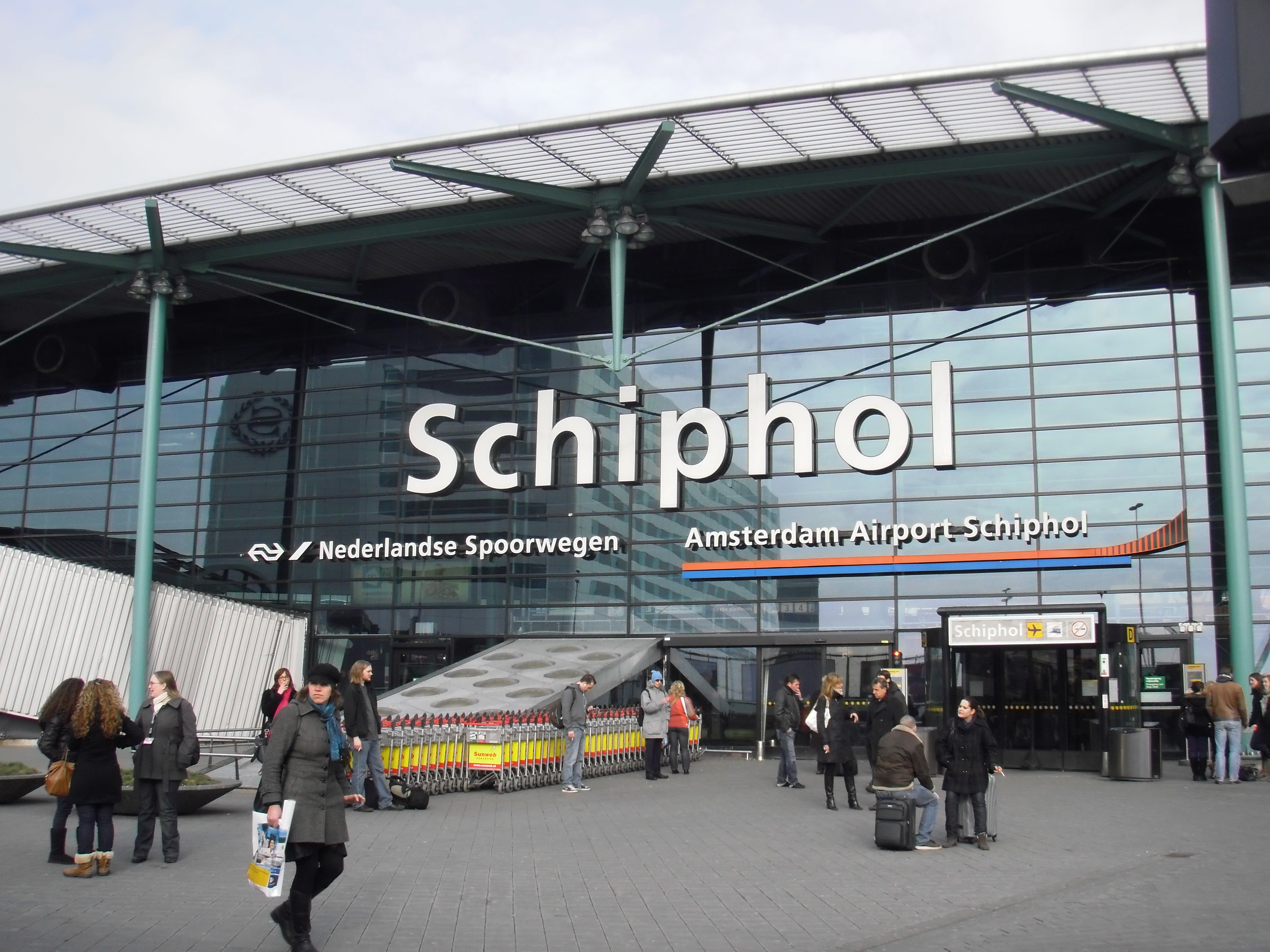
Voorgevel van Schiphol Plaza

Ten zuidwesten van Amsterdam, in de gemeente Haarlemmermeer, ligt de internationale luchthaven Schiphol. Deze luchthaven is erg belangrijk voor de werkgelegenheid onder de Amsterdammers. Er werken 57.000 mensen. Ook zijn er door Schiphol rond de 50.000 indirecte arbeidsplaatsen. De stad heeft aan de luchthaven een deel van haar economische positie op Europees niveau te danken. Bedrijven met een vestiging in de hoofdstad noemen de luchthaven dikwijls als een van de grote kwaliteiten van de stad, en een motief om zich aldaar te vestigen.
De luchthaven verwerkte in 2012 meer dan 51 miljoen passagiers en is daarmee de vijfde luchthaven van Europa. In 2015 was het aantal passagiers gestegen tot 58 miljoen en werd er 1,6 miljoen ton vracht verwerkt. In 2019 was het aantal passagiers 71.700.000, er waren 496.826 vliegtuigbewegingen.
Wat vrachtvervoer betreft is Schiphol de derde in grootte binnen Europa. De luchthaven is tevens erg groot in termen van het aantal verbindingen (meer dan 200) dat ze verzorgt. De hoofdgebruiker van de luchthaven is het bedrijf Air France-KLM, veelal met toestellen van de KLM. Ook prijsvechters easyJet en Transavia gebruiken Schiphol als hub.

### Scheepvaart
De haven van Amsterdam is na die van Rotterdam de belangrijkste van Nederland. Het is de vierde haven binnen Europa, al verschilt het in omvang niet veel ten opzichte van een handvol andere middelgrote Europese havens. Met de Amsterdamse haven worden meestal de havens langs het Noordzeekanaal bedoeld: de havens van Amsterdam, Beverwijk, Velsen/IJmuiden en Zaanstad. Naast het goederenvervoer is er ook passagiersvervoer met cruiseschepen die hun aanlegplaats hebben bij de Passenger Terminal Amsterdam aan het IJ. Het beheer van de haven is in handen van Haven Amsterdam.

### Fiets

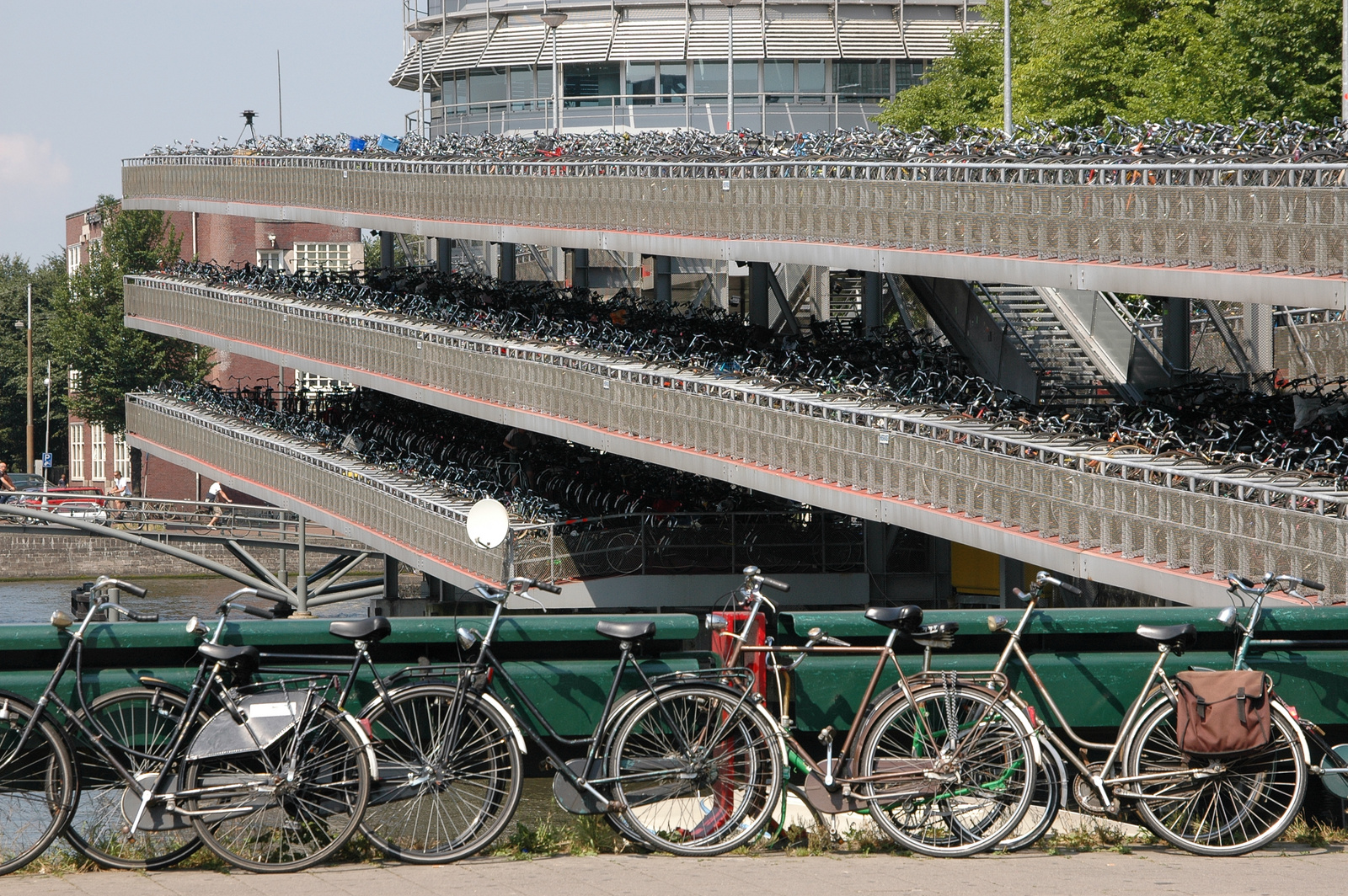
De fietsflat (2001-2023) bij het Centraal Station.

Amsterdam staat erom bekend dat er goede faciliteiten zijn voor fietsers. Er zijn ruim 881.000 fietsen in de stad (januari 2012); bijna 40% van alle verplaatsingen met een vervoermiddel binnen Amsterdam vindt plaats per fiets.

### Stads- en streekvervoer
Bijna alle delen van de stad Amsterdam zijn te bereiken met het openbaar vervoer. Zo'n 30% van alle verplaatsingen met een vervoermiddel binnen Amsterdam vindt hiermee plaats.

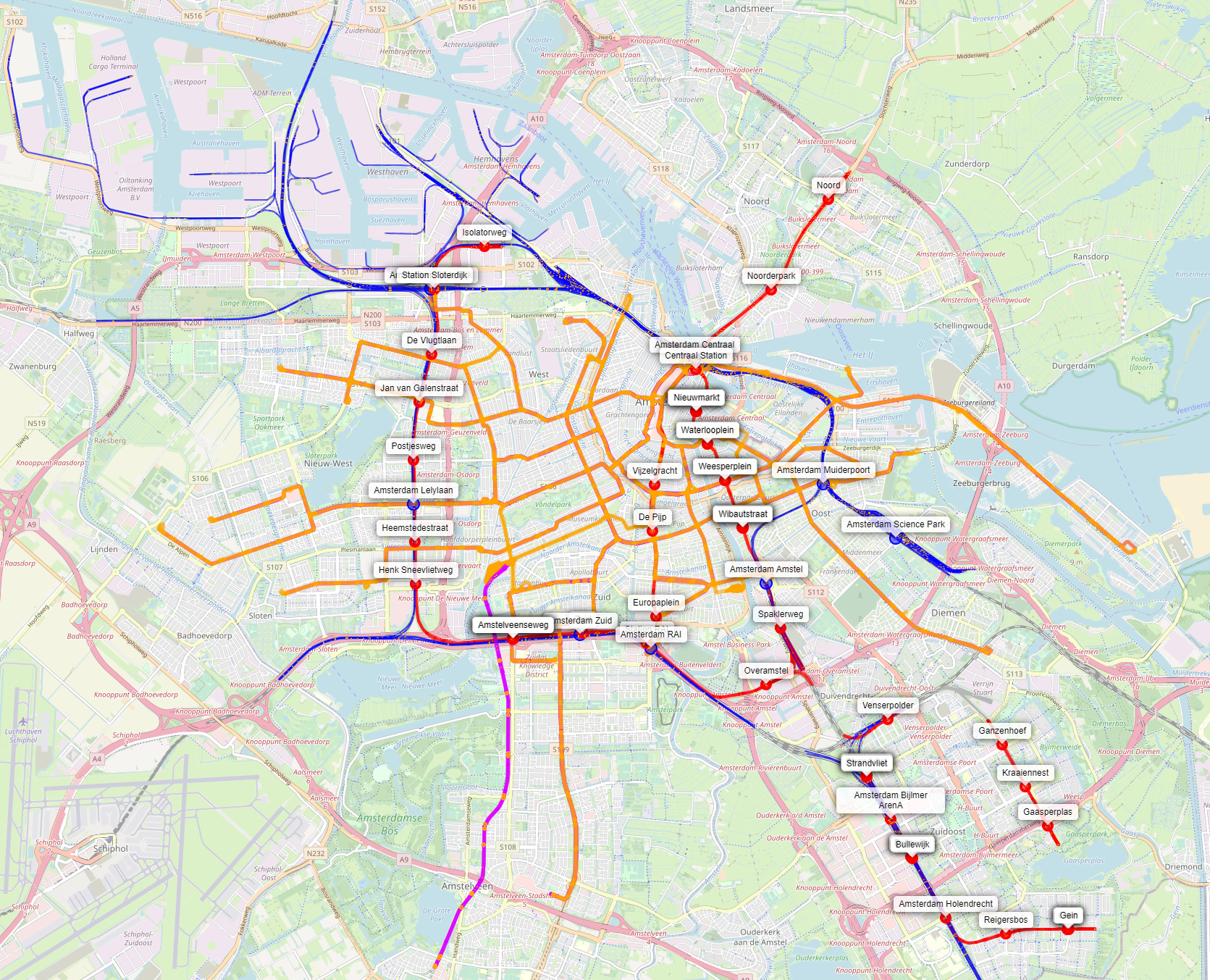
Amsterdam trein- en metroroutes en -stations, plus tramroutes

De Amsterdamse tram wordt sinds 1900 geëxploiteerd door de Gemeentetram Amsterdam, in 1943 met de Gemeenteveren Amsterdam gefuseerd tot Gemeentevervoerbedrijf Amsterdam (GVB). Sinds 1922 worden ook buslijnen geëxploiteerd en sinds 1977 ook de metro.
Verschillende stadsdelen van Amsterdam zijn te bereiken per metro. Er zijn sinds 2018 vijf metrolijnen in Amsterdam: de Ringlijn (50), de metrolijn 51, de Noord/Zuidlijn (52), de Gaasperplaslijn (53) en de Geinlijn (54). In 2002 startte de aanleg van een nieuwe metrolijn dwars door het centrum van de stad, de Noord/Zuidlijn. Dit is het tweede ondergrondse traject dat in de hoofdstad werd aangelegd. De ontwikkelingen in ondergrondse metrobouw hebben decennialang stilgelegen naar aanleiding van de zeer hoge kosten en het hevig volksverzet bij de bouw van de in de jaren zeventig aangelegde Oostlijn. De Noord/Zuidlijn is na een bouwtijd van meer dan vijftien jaar in gebruik genomen op 22 juli 2018. Het tracé loopt van station Noord via Centraal Station naar station Zuid.
In de binnenstad en het buitengebied ten zuiden van het IJ rijden trams op 14 dagtramlijnen en in de hele stad 24 dagbuslijnen. Over het IJ varen zeven veerdiensten voor fietsers en voetgangers, die gratis zijn. Verder rijden er ook duizenden taxi'sen sinds 2006 enige tientallen fietstaxi's. Amsterdam heeft het grootste aantal taxi's van Nederland. De grootste taxicentrale van de stad is de Taxi Centrale Amsterdam (TCA).

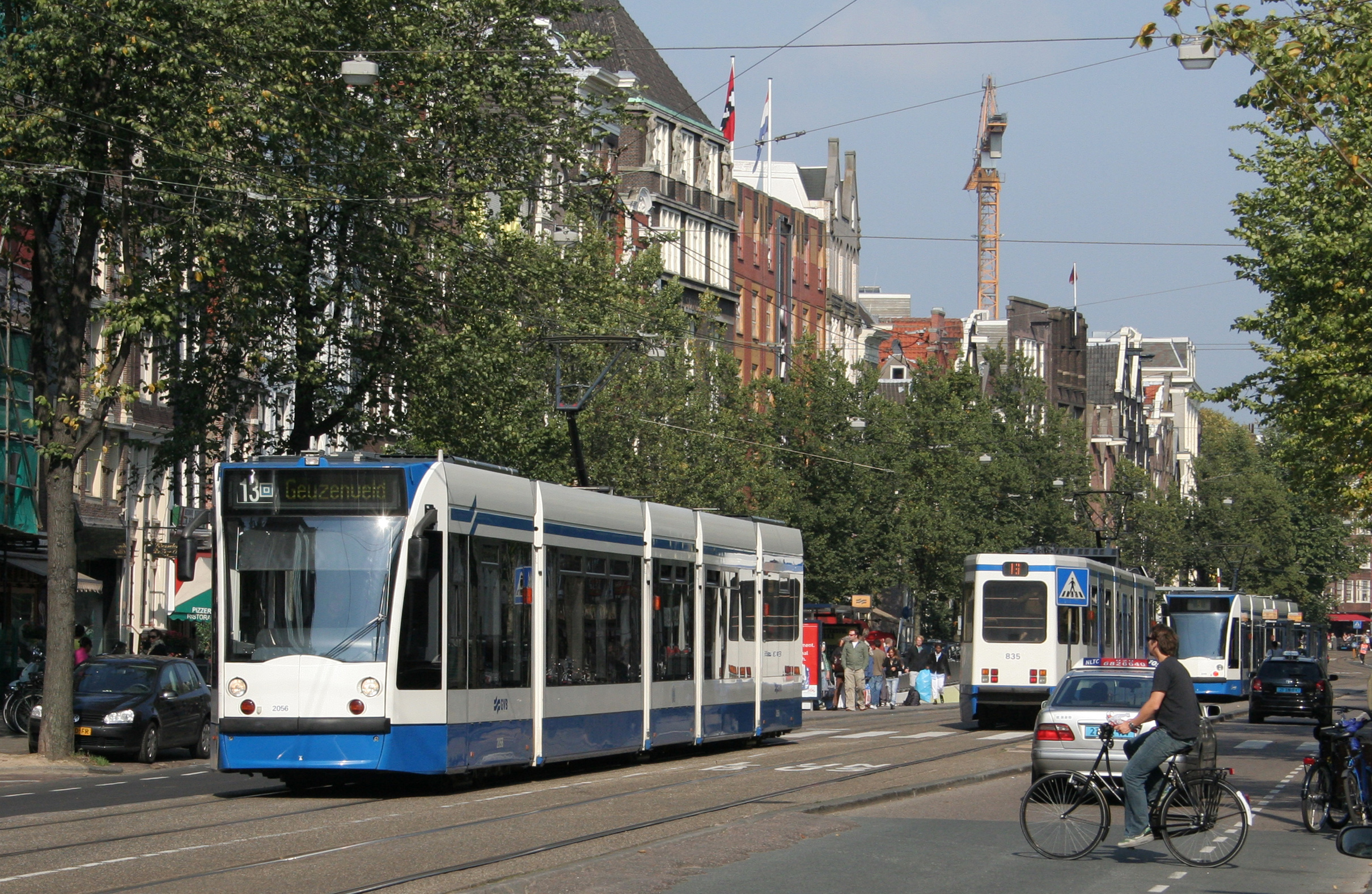
Amsterdamse tram
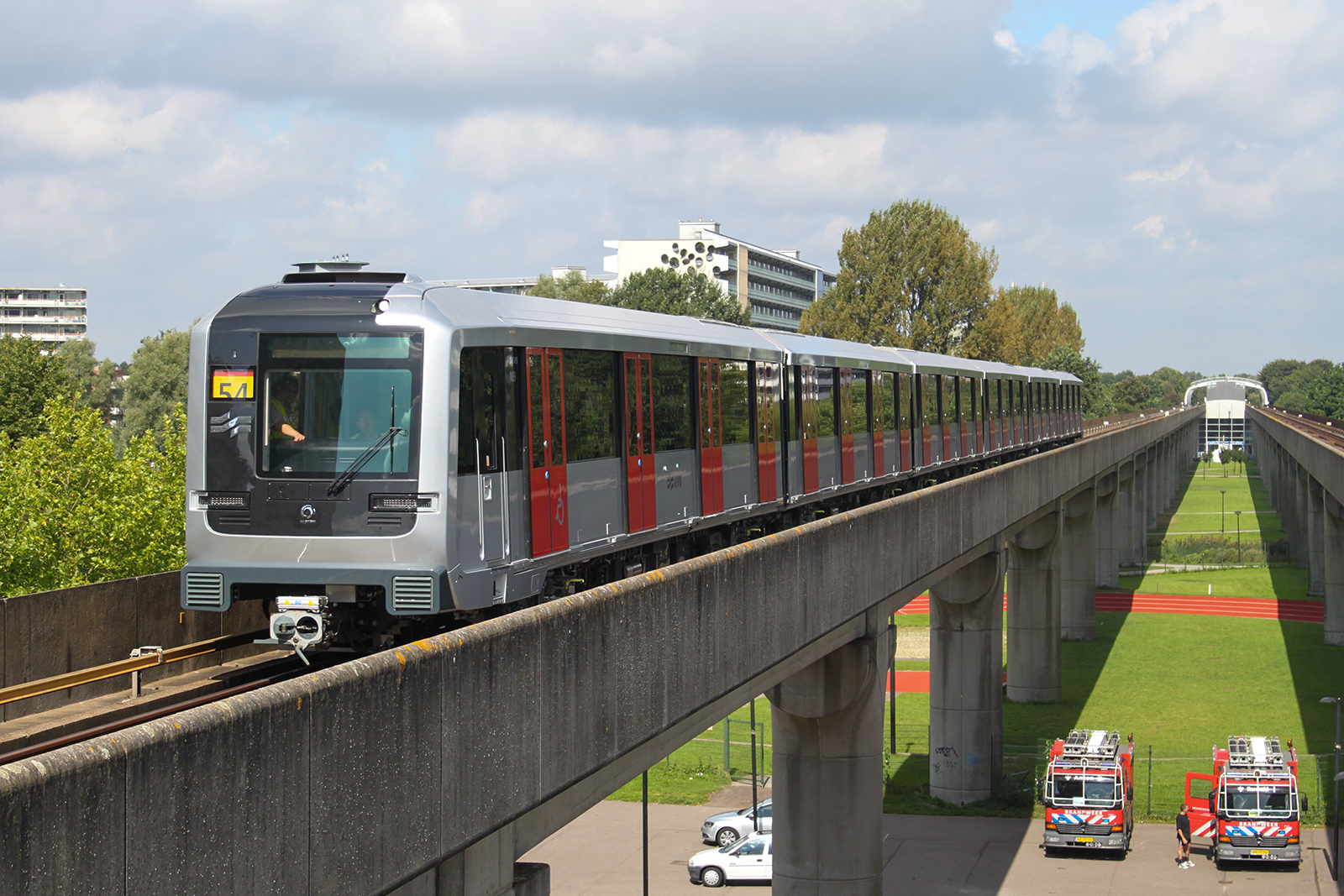
Amsterdamse metro
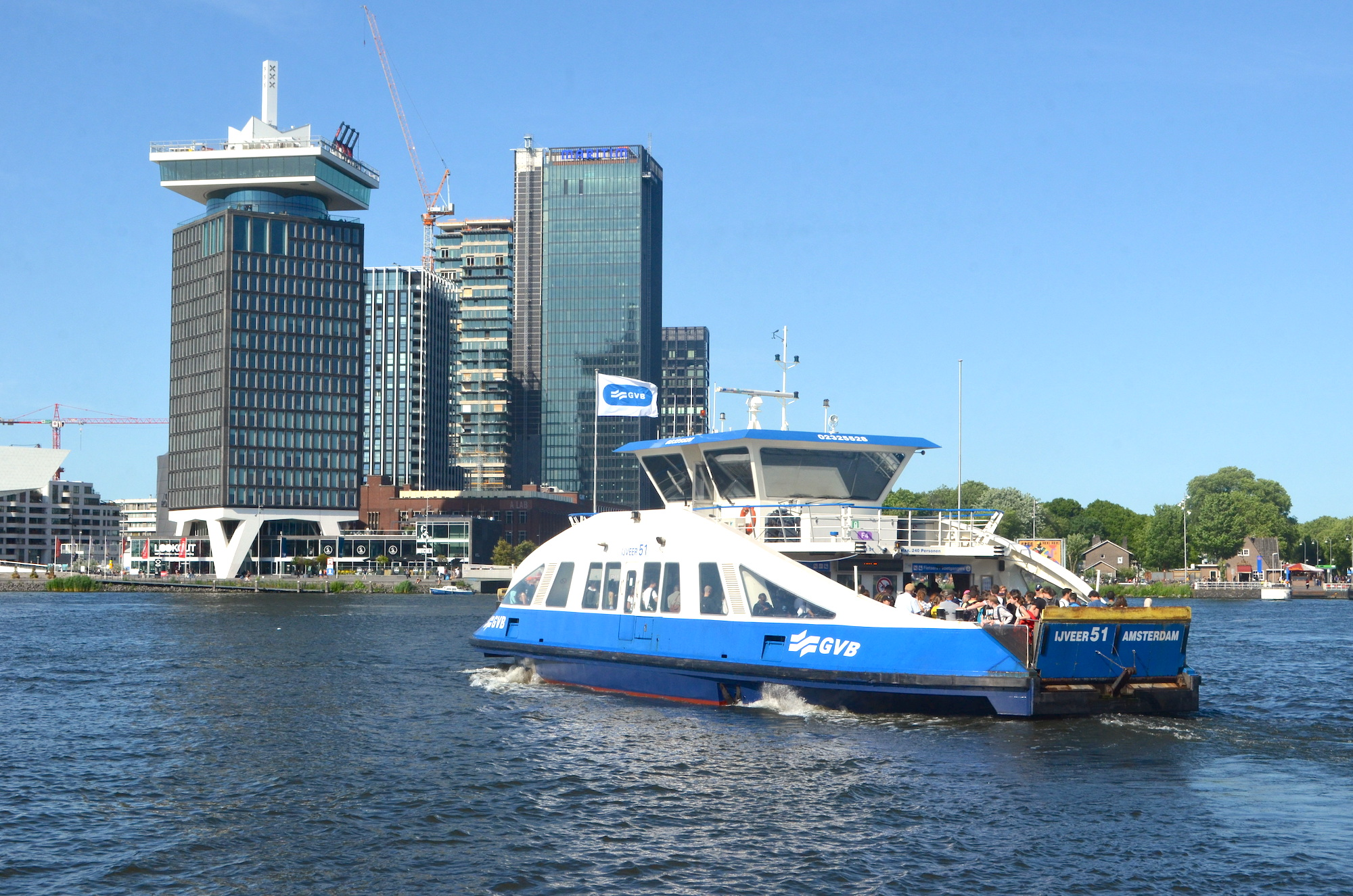
Veerpont van het GVB gezien vanaf de De Ruijterkade

### Internationaal busverkeer
Amsterdam is halteplaats voor een groot aantal internationale buslijnen van verschillende maatschappijen. Deze lijnen hebben hun haltes op plaatsen aan de rand van de stad, waar goede OV-voorzieningen naar het centrum aanwezig zijn. De grootste halteplaatsen zijn:
- Duivendrecht (Eurolines)
- Station Amsterdam Sloterdijk (OUIBUS, FlixBus)
- Rietlandpark (Meinfernbus)
- Zeeburg (Megabus.com)

In december 2014 verhuisde Eurolines van het Amstelstation naar Duivendrecht.